# Halloween
Halloween o Hallowe'en (menos conocida como Allhalloween, All Hallows' Eve o All Saints' Eve), es una fiesta que se celebra el 31 de octubre, víspera de la fiesta cristiana occidental de Todos los Santos. Inicia la conmemoración de Allhallowtide (Tiempo de Todos los Santos), el tiempo del año litúrgico dedicado a recordar a los muertos, incluidos los santos, los mártires y todos los fieles difuntos.
Una teoría sostiene que muchas tradiciones de Halloween se vieron influidas por las fiestas celtas de la cosecha, en particular la fiesta gaélica de Samhain, que se cree que tiene raíces paganas. Algunos van más allá y sugieren que Samhain podría haber sido cristianizado como Día de Todos los Santos, junto con su víspera, por la Iglesia primitiva. Otros académicos creen que Halloween comenzó únicamente como una fiesta cristiana, siendo la vigilia del Día de Todos los Santos. Celebrada en Irlanda y Escocia durante siglos, los inmigrantes irlandeses y escoceses llevaron muchas costumbres de Halloween a Norteamérica en el siglo XIX, y luego, por influencia estadounidense, Halloween se extendió a otros países a finales del siglo XX y principios del XXI.
Entre las actividades más populares de Halloween se encuentran el truco o trato (o el guising y el souling relacionados), asistir a fiestas de disfraces, tallar calabazas o nabos en forma de Jack-o'-lantern, encender hogueras, jugar a morder una manzana, juegos de adivinación, gastar bromas, visitar atracciones encantadas, contar historias de miedo y ver películas de terror o con temática de Halloween. Algunas personas practican las observancias religiosas cristianas de la Víspera de Todos los Santos, como asistir a los servicios religiosos y encender velas en las tumbas de los difuntos, aunque para otras personas es una celebración laica. Históricamente, algunos cristianos se abstenían de comer carne en la víspera de Todos los Santos, una tradición que se refleja en el consumo de ciertos alimentos vegetarianos en este día de vigilia, como manzanas, panqueques de patata y pasteles de alma.

## Etimología

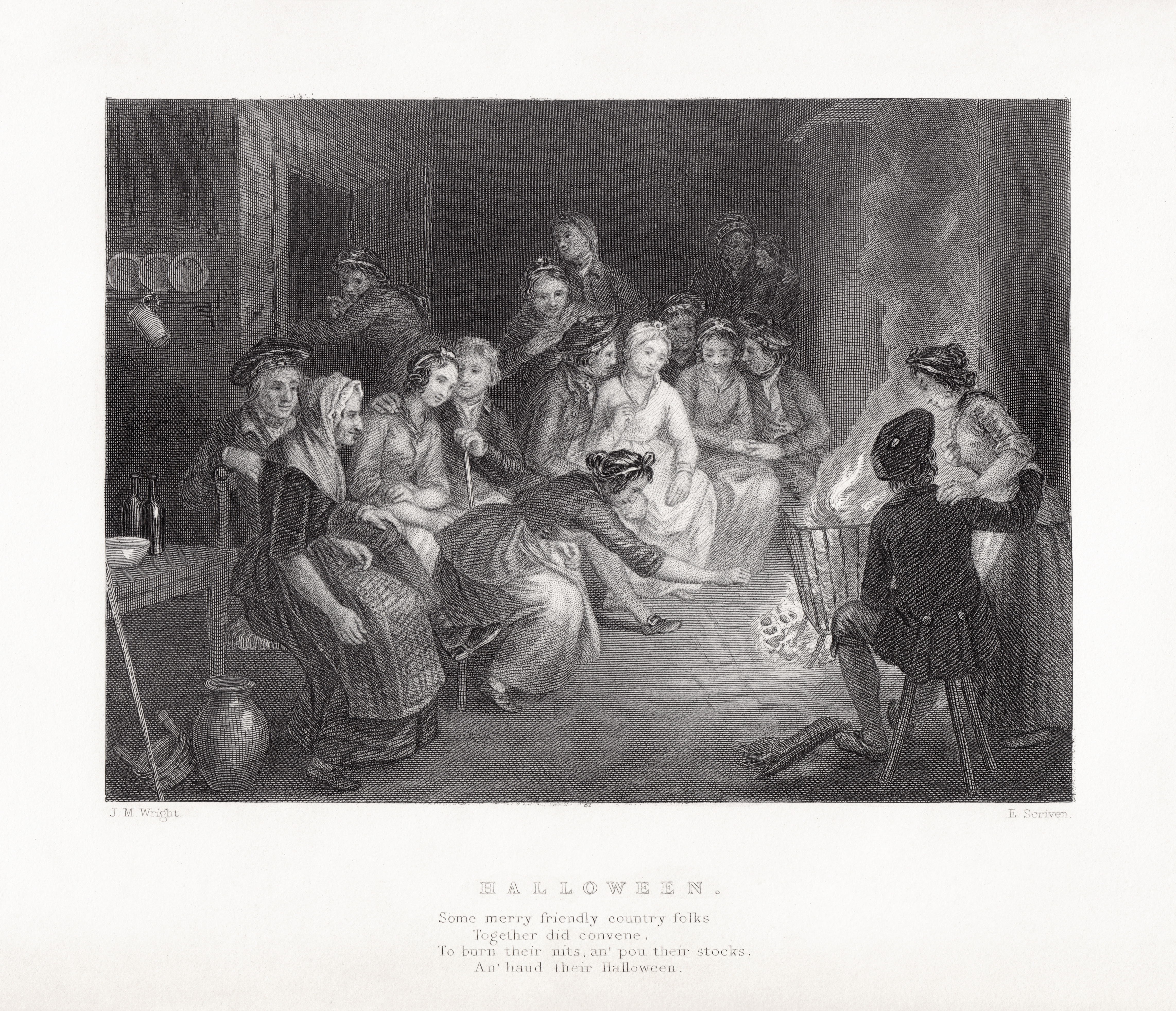
Halloween (1785), del poeta escocés Robert Burns, relata diversas leyendas de la festividad

La palabra Halloween o Hallowe'en (‘víspera de los Santos’) es de origen cristiano y procede de la forma escocesa All Hallows' Eve (víspera de Todos los Santos): even es el término escocés para ‘víspera’ o ‘noche’ y se contrae a e'en o een; con el tiempo, (All) Hallow(s) E(v)en se convirtió en Hallowe'en. Un término equivalente a All Hallows Eve está atestiguado en inglés antiguo.

## Historia

### Orígenes cristianos y costumbres históricas
Se cree que Halloween tiene influencias de las creencias y prácticas cristianas. La palabra inglesa Halloween procede de All Hallows' Eve, que es la víspera de las fiestas cristianas de Todos los Santos, el 1 de noviembre, y de los Fieles Difuntos, el 2 de noviembre. Desde los tiempos de la Iglesia primitiva, las principales fiestas del cristianismo (como Navidad, Pascua y Pentecostés) tenían vigilias que comenzaban la noche anterior, al igual que la fiesta de Todos los Santos. Estos tres días se denominan colectivamente Allhallowtide y son el momento en que los cristianos occidentales honran a todos los santos y rezan por las almas recientemente fallecidas que aún no han llegado al Cielo. Varias iglesias celebraban conmemoraciones de todos los santos y mártires en distintas fechas, la mayoría en primavera. En la Edesa romana del siglo IV se celebraba el 13 de mayo, y el 13 de mayo de 609, el Papa Bonifacio IV consagró el Panteón de Roma a Santa María y todos los mártires. En esa fecha tenía lugar Lemuralia, una antigua fiesta romana de los muertos.
En el siglo VIII, el papa Gregorio III (731-741) fundó un oratorio en San Pedro para las reliquias «de los santos apóstoles y de todos los santos, mártires y confesores». Algunas fuentes afirman que se dedicó el 1 de noviembre, mientras que otras dicen que fue el Domingo de Ramos de abril de 732. Hacia el año 800, hay pruebas de que las iglesias de Irlanda y Northumbria celebraban una fiesta conmemorativa de todos los santos el 1 de noviembre. Alcuino de York, miembro de la corte de Carlomagno, pudo haber introducido esta fecha del 1 de noviembre en el imperio franco, y en 835 se convirtió en la fecha oficial de dicho imperio. Algunos sugieren que se debió a la influencia celta, mientras que otros sugieren que fue una idea germánica, aunque se afirma que tanto los pueblos germánicos como los de cultura celta conmemoraban a los muertos al comienzo del invierno. Es posible que lo consideraran el momento más adecuado para hacerlo, ya que es una época de «muerte» en la naturaleza. También se sugiere que el cambio se hizo por «razones prácticas, ya que Roma en verano no podía acoger al gran número de peregrinos que acudían a ella», y tal vez debido a la preocupación por la salud pública en relación con la fiebre romana, que se cobró varias vidas durante los bochornosos veranos de Roma.
A finales del siglo XII, la celebración se había convertido en días de precepto de la cristiandad occidental e incluía tradiciones como tocar las campanas de las iglesias por las almas del purgatorio. También era «costumbre que pregoneros vestidos de negro desfilaran por las calles, tocando una campana de sonido lúgubre y llamando a todos los buenos cristianos a acordarse de las pobres almas». Se ha sugerido que la costumbre de Allhallowtide de hornear y compartir pasteles de alma para todas las almas bautizadas es el origen del truco o trato. Esta costumbre se remonta al siglo XV y se extendía por Inglaterra, Gales, Flandes, Baviera y Austria. Grupos de personas pobres, a menudo niños, iban de puerta en puerta durante Allhallowtide recogiendo galletas del alma a cambio de rezar por los difuntos, especialmente por las almas de los amigos y parientes de los donantes. Esto se llamaba souling.
Las galletas del alma también se ofrecían a las propias almas para que se las comieran, o los soulers actuaban como sus representantes. Al igual que en la tradición cuaresmal de los panecillos de Pascua, las galletas del alma solían llevar una cruz, lo que indicaba que se cocían como limosna. Shakespeare menciona el souling en su comedia Los dos hidalgos de Verona (1593). En el momento de souling, los cristianos llevaban «linternas hechas de nabos huecos», que podrían haber representado originalmente las almas de los muertos; las Jack-o'-lantern se utilizaban para ahuyentar a los malos espíritus.
En el siglo XIX, en Irlanda, Flandes, Baviera y Tirol, el día de Todos los Santos y de los Fieles Difuntos, se encendían velas en los hogares, llamadas «luces del alma», que servían «para guiar a las almas de vuelta a visitar sus hogares terrenales». En muchos de estos lugares también se encendían velas en las tumbas el día de Todos los Santos. En Bretaña, se derramaban libaciones de leche sobre las tumbas de los parientes, o se dejaba comida en la mesa durante la noche para las almas que regresaban; una costumbre que también se encuentra en Tirol y en algunas partes de Italia.
El ministro cristiano Prince Sorie Conteh relacionó el uso de disfraces con la creencia en espíritus vengativos: «Tradicionalmente se creía que las almas de los difuntos vagaban por la tierra hasta el Día de Todos los Santos, y la Víspera de Todos los Santos ofrecía a los muertos una última oportunidad de vengarse de sus enemigos antes de pasar al otro mundo. Para evitar ser reconocidos por cualquier alma que pudiera estar buscando esa venganza, la gente se ponía máscaras o disfraces». En la Edad Media, las iglesias europeas que eran demasiado pobres para exponer reliquias de santos mártires en Allhallowtide permitían a los feligreses disfrazarse de santos. Algunos cristianos siguen esta costumbre en Halloween. Lesley Bannatyne cree que podría tratarse de la cristianización de una costumbre pagana anterior.
Muchos cristianos de la Europa continental, especialmente en Francia, creían «que una vez al año, en Hallowe'en, los muertos de los cementerios de las iglesias se levantaban para un carnaval salvaje y horrible» conocido como danza macabra, que a menudo se representaba en la decoración de las iglesias. Christopher Allmand y Rosamond McKitterick escriben en The New Cambridge Medieval History que la danza macabra instaba a los cristianos a «no olvidar el fin de todas las cosas terrenales». La danza macabra se representaba a veces en los desfiles de las aldeas europeas y en las mascaradas de la corte, en las que la gente «se disfrazaba de cadáveres de diversos estratos de la sociedad», y este puede ser el origen de las fiestas de disfraces de Halloween.
En Gran Bretaña, estas costumbres fueron atacadas durante la Reforma, cuando los protestantes tacharon el purgatorio de doctrina «papista» incompatible con la doctrina calvinista de la predestinación. Las ceremonias estatales relacionadas con la intercesión de los santos y la oración por las almas del purgatorio se abolieron durante la reforma isabelina, aunque el Día de Todos los Santos se mantuvo en el calendario litúrgico inglés para «conmemorar a los santos como seres humanos piadosos». Para algunos protestantes inconformistas, la teología de la Víspera de Todos los Santos se redefinió; «las almas no pueden estar viajando desde el purgatorio camino del cielo, como creen y afirman con frecuencia los católicos. En su lugar, se cree que los llamados fantasmas son en realidad espíritus malignos». Otros protestantes creían en un estado intermedio conocido como Hades (Limbo de los patriarcas). En algunas localidades, católicos y protestantes seguían celebrando velatorios, procesiones a la luz de las velas o tocando las campanas de las iglesias por los difuntos; la iglesia anglicana acabó suprimiendo estos toques de campana.
Mark Donnelly, profesor de arqueología medieval, y el historiador Daniel Diehl escriben que «los graneros y las casas se bendecían para proteger a las personas y al ganado del efecto de las brujas, que se creía que acompañaban a los espíritus malignos en su viaje por la tierra». Después de 1605, Hallowtide fue eclipsado en Inglaterra por la Noche de Guy Fawkes (5 de noviembre), que se apropió de algunas de sus costumbres. En Inglaterra, el fin de las ceremonias oficiales relacionadas con la intercesión de los santos propició el desarrollo de nuevas costumbres no oficiales de Hallowtide. En el Lancashire rural de los siglos XVIII y XIX, las familias católicas se reunían en las colinas la noche de Todos los Santos. Uno de ellos sostenía un manojo de paja ardiendo en una horca mientras el resto se arrodillaba a su alrededor, rezando por las almas de parientes y amigos hasta que se apagaban las llamas. Esto se conocía como teen'lay. Había una costumbre similar en Hertfordshire, y el encendido de hogueras tindle en Derbyshire. Algunos sugieren que estos tindles se encendían originalmente para «guiar a las pobres almas de vuelta a la tierra». En Escocia e Irlanda no se suprimieron las antiguas costumbres de Allhallowtide que estaban en desacuerdo con las enseñanzas reformadas, ya que «eran importantes para el ciclo vital y los ritos de paso de las comunidades locales» y su supresión habría sido difícil.
En algunas partes de Italia, hasta el siglo XV, las familias dejaban comida para los fantasmas de sus parientes antes de acudir a los oficios religiosos. En la Italia del siglo XIX, las iglesias organizaban «representaciones teatrales de escenas de la vida de los santos» el día de Todos los Santos, con «participantes representados por figuras de cera realistas». En 1823, en el cementerio del Arcispedale di Santo Spirito de Roma, se representó una escena en la que los cuerpos de los recién fallecidos estaban dispuestos alrededor de una estatua de cera de un ángel que señalaba hacia el cielo. En el mismo país, «los párrocos iban de casa en casa, pidiendo pequeños regalos de comida que compartían entre ellos a lo largo de esa noche». En España se siguen horneando los llamados Huesos de Santo y se colocan sobre las tumbas. En los cementerios de España y Francia, así como en América Latina, los sacerdotes dirigen procesiones y oficios cristianos durante Allhallowtide, tras lo cual la gente vela toda la noche. En el siglo XIX, en San Sebastián, se celebraba una procesión al cementerio de la ciudad durante Allhallowtide, a la que acudían mendigos que «apelaban a los tiernos recuerdos de los parientes y amigos difuntos» en busca de compasión.

### Influencia del folclore gaélico

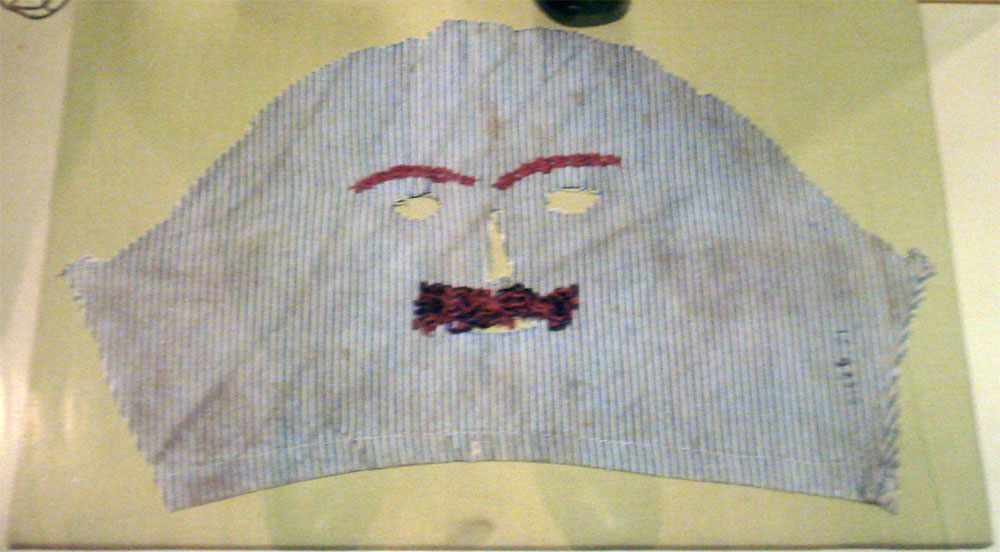
Una máscara de Halloween irlandesa de principios del exhibida en el Museo Nacional de Irlanda - Vida en el campo

Se cree que las costumbres actuales de Halloween están influidas por las costumbres y creencias populares de las naciones celtas, algunas de las cuales tienen raíces paganas. Jack Santino, folclorista, escribe que «en toda Irlanda existía una tregua incómoda entre las costumbres y creencias asociadas al cristianismo y las asociadas a las religiones que eran irlandesas antes de la llegada del cristianismo». Los orígenes de las costumbres de Halloween suelen relacionarse con la fiesta gaélica de Samhain.

Samhain es una de las cuatro fiestas estacionales en el calendario medieval gaélico y se ha celebrado del 31 de octubre al 1 de noviembre en Irlanda, Escocia y la Isla de Man. Los celtas britanos celebraban una fiesta similar, llamada Calan Gaeaf en Gales, Kalan Gwav en Cornualles y Kalan Goañv en Bretaña, nombre que significa «primer día del invierno». Para los celtas, el día terminaba y empezaba al atardecer, por lo que la fiesta comienza la víspera del 1 de noviembre, según los cálculos modernos. Samhain se menciona en parte de la literatura irlandesa más antigua. Los historiadores han utilizado estos nombres para referirse a las costumbres celtas de Halloween hasta el siglo XIX, y siguen siendo los nombres gaélicos y galeses de Halloween.

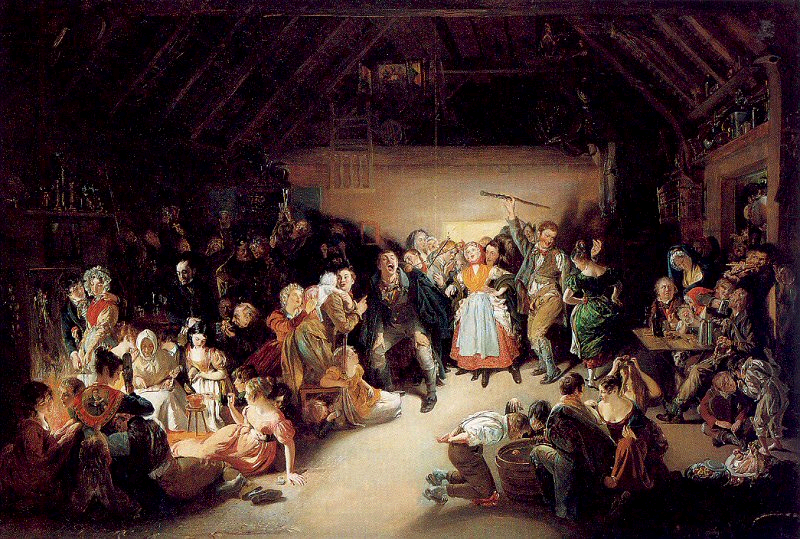
Snap-Apple Night, pintado por Daniel Maclise en 1833, muestra a la gente festejando y jugando a juegos de adivinación en Halloween en Irlanda

Samhain marcaba el final de la temporada de cosechas y el comienzo del invierno o la «mitad más oscura» del año. Se consideraba una época liminal, en la que la frontera entre este mundo y el Otro Mundo se diluía. Esto significaba que los Aos Sí, los «espíritus» o «hadas», podían entrar más fácilmente en este mundo y eran especialmente activos. La mayoría de los estudiosos los consideran «versiones degradadas de los antiguos dioses [...] cuyo poder seguía activo en la mente de la gente incluso después de haber sido sustituidos oficialmente por creencias religiosas posteriores». Eran a la vez respetados y temidos, y los individuos invocaban a menudo la protección de Dios cuando se acercaban a sus moradas. En Samhain se apaciguaba a los Aos Sí para garantizar la supervivencia del pueblo y del ganado durante el invierno. Se les dejaban ofrendas de comida y bebida, o porciones de las cosechas. También se decía que las almas de los muertos volvían a sus hogares en busca de hospitalidad. Se les reservaba un lugar en la mesa y junto al fuego para darles la bienvenida. La creencia de que las almas de los muertos vuelven a casa una noche al año y deben ser apaciguadas parece tener orígenes antiguos y se encuentra en muchas culturas. En la Irlanda del siglo XIX, «se encendían velas y se rezaba formalmente por las almas de los muertos. Después comenzaban la comida, la bebida y los juegos».
En Irlanda y Gran Bretaña, sobre todo en las regiones de habla celta, las fiestas domésticas incluían rituales y juegos adivinatorios destinados a predecir el futuro, especialmente en lo referente a la muerte y el matrimonio. A menudo se utilizaban manzanas y nueces, y entre las costumbres que se practicaban se encontraban la de morder la manzana, asar nueces, cristaloscopia o mirar en el espejo, molibdomancia u ovomancia, interpretación de los sueños y otras. Se encendían hogueras especiales y se celebraban rituales con ellas. Se consideraba que sus llamas, humo y cenizas tenían poderes protectores y purificadores. En algunos lugares, las antorchas encendidas en la hoguera se llevaban siguiendo la dirección del sol alrededor de las casas y los campos para protegerlos. Se cree que las hogueras eran una especie de magia simpática: imitaban al Sol y frenaban la decadencia y la oscuridad del invierno. También se utilizaban con fines adivinatorios y para ahuyentar a los malos espíritus. En Escocia, las hogueras y los juegos de adivinación fueron prohibidos por los ancianos de algunas parroquias. En Gales, también se encendían hogueras para «evitar que las almas de los muertos cayeran a tierra». Más tarde, estas hogueras «alejaban al diablo».

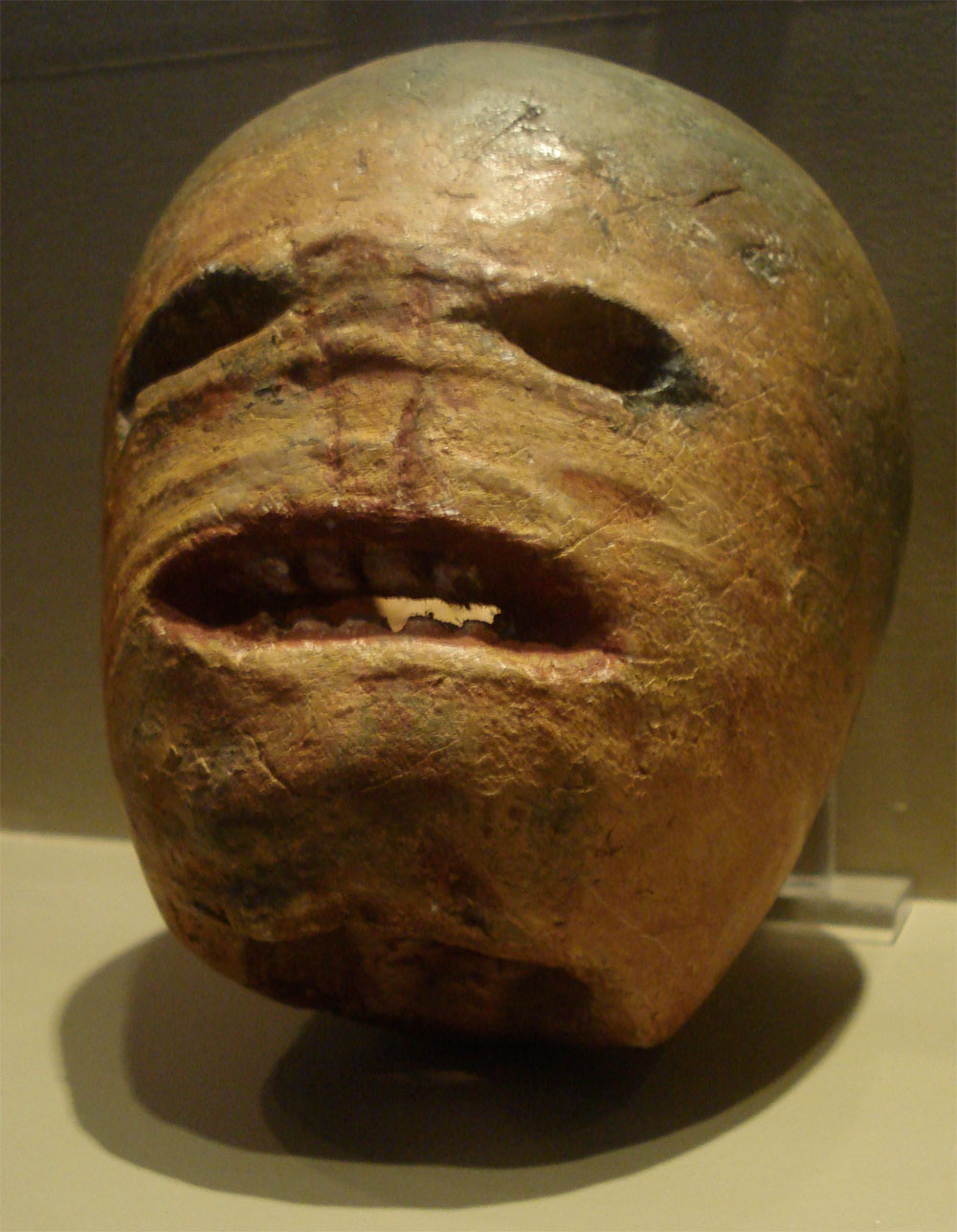
Un molde de escayola de un farol tradicional irlandés de Halloween hecho de nabo expuesto en el Museo de la Vida en el campo, Irlanda

Al menos desde el siglo XVI, la fiesta incluía mumming y guising en Irlanda, Escocia, la Isla de Man y Gales. La gente iba disfrazada de casa en casa, normalmente recitando versos o canciones a cambio de comida. Puede que originalmente se tratara de una tradición por la que la gente se hacía pasar por los Aos Sí, o las almas de los muertos, y recibía ofrendas en su nombre, algo parecido al souling. También se creía que hacerse pasar por estos seres, o llevar un disfraz, servía para protegerse de ellos. En algunas partes del sur de Irlanda, los guisers incluían un caballito. Un hombre vestido de Láir Bhán (yegua blanca) llevaba a los jóvenes de casa en casa recitando versos —algunos de ellos con connotaciones paganas— a cambio de comida. Si el hogar donaba comida, podía esperar buena suerte de Muck Olla; si no lo hacía, traería la desgracia. En Escocia, los jóvenes iban de casa en casa con la cara enmascarada, pintada o ennegrecida, a menudo amenazando con hacer travesuras si no eran bien recibidos. Florence Marian McNeill sugiere que el antiguo festival incluía a personas disfrazadas que representaban a los espíritus, y que los rostros se marcaban o ennegrecían con cenizas de la hoguera sagrada. En algunas partes de Gales, los hombres iban disfrazados de seres temibles llamados gwrachod. A finales del siglo XIX y principios del XX, los jóvenes de Glamorgan y Orcadas se travestían.
En otros lugares de Europa, el mumming formaba parte de otras fiestas, pero en las regiones de habla celta era «particularmente apropiado para una noche en la que se decía que los seres sobrenaturales estaban en el exterior y podían ser imitados o ahuyentados por los humanos errantes». Al menos desde el siglo XVIII, «imitar a espíritus malignos» era sinónimo de gastar bromas en Irlanda y las Tierras Altas escocesas. El uso de disfraces y bromas en Halloween no se extendió a Inglaterra hasta el siglo XX. Los bromistas utilizaban nabos o remolacha forrajera como farolillos, a menudo tallados con caras grotescas. Quienes los hacían decían que representaban a los espíritus o que servían para ahuyentar a los malos espíritus. En el siglo XIX eran comunes en algunas zonas de Irlanda y las Tierras Altas escocesas, así como en Somerset. En el siglo XX se extendieron a otras partes de Gran Bretaña y pasaron a denominarse jack-o'-lanterns.

### Difusión en Norteamérica

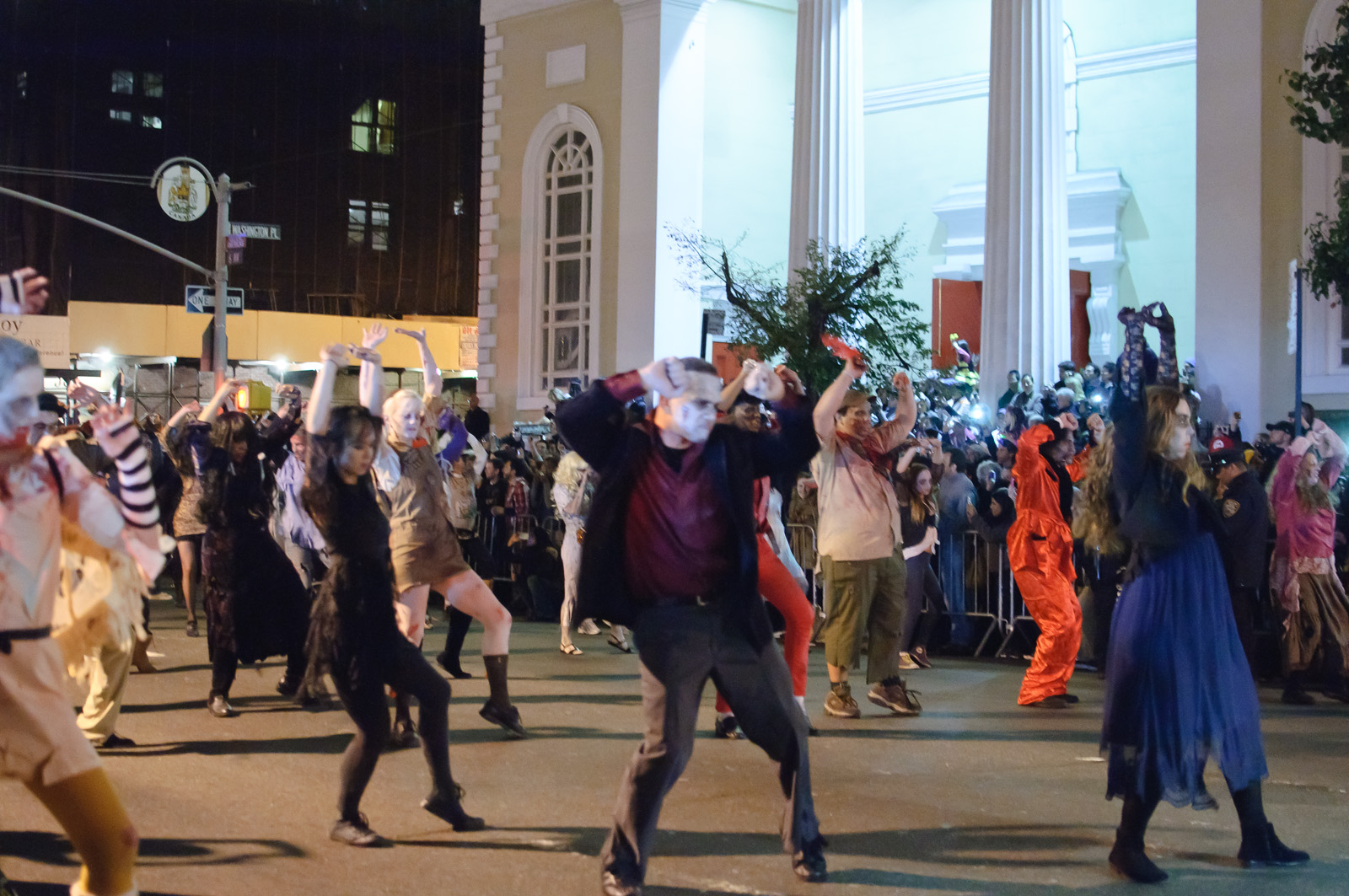
El desfile anual de Halloween de Nueva York en Greenwich Village, Manhattan, es el mayor desfile de Halloween del mundo, con millones de espectadores anuales, y tiene sus raíces en la comunidad queer de Nueva York

Lesley Bannatyne y Cindy Ott escriben que los colonos anglicanos del sur de Estados Unidos y los católicos de Maryland «reconocían la Víspera de Todos los Santos en sus calendarios eclesiásticos», aunque los puritanos de Nueva Inglaterra se opusieron firmemente a la fiesta, junto con otras celebraciones tradicionales de la Iglesia establecida, incluida la Navidad. Los almanaques de finales del siglo XVIII y principios del XIX no indican que Halloween se celebrara ampliamente en Norteamérica.
No fue hasta después de la inmigración masiva de irlandeses y escoceses en el siglo XIX cuando Halloween se convirtió en una fiesta importante en Estados Unidos. La mayoría de las tradiciones estadounidenses de Halloween se heredaron de los irlandeses y escoceses, aunque «en las zonas cajún, se decía una misa nocturna en los cementerios la noche de Halloween. Se colocaban velas bendecidas sobre las tumbas, y a veces las familias pasaban toda la noche junto a ellas». En un principio se limitaba a estas comunidades de inmigrantes, pero poco a poco se fue asimilando a la sociedad y a principios del siglo XX se celebraba de costa a costa por personas de todos los orígenes sociales, raciales y religiosos. A finales del siglo XX y principios del XXI, por influencia estadounidense, estas tradiciones de Halloween se extendieron a muchos otros lugares, como Latinoamérica, Europa continental y algunas partes del Extremo Oriente.

## Símbolos

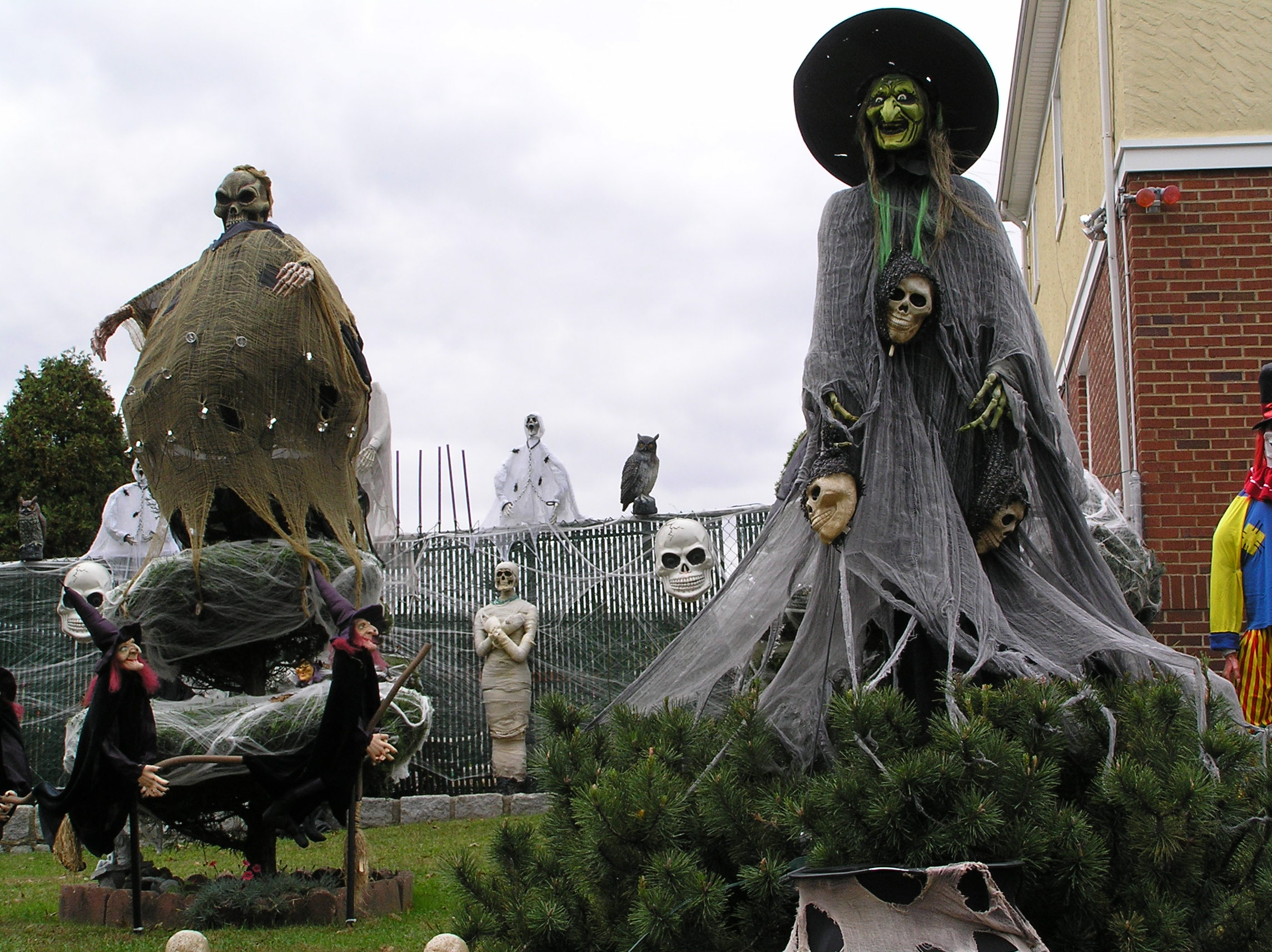
En Halloween, patios, espacios públicos y algunas casas pueden decorarse con símbolos tradicionalmente macabros, como esqueletos, fantasmas, telarañas, lápidas y brujas de aspecto terrorífico

El desarrollo de artefactos y símbolos asociados a Halloween se formó con el tiempo. Tradicionalmente, la víspera de Todos los Santos, los guisers llevan Jack-o'-lanterns para asustar a los malos espíritus. Hay un cuento popular cristiano irlandés asociado a Jack-o'-lantern que, según el folclore, representa un «alma a la que se le ha negado la entrada tanto al cielo como al infierno»:

De camino a casa tras una noche de copas, Jack se encuentra con el Diablo y le engaña para que se suba a un árbol. Jack, rápidamente pensativo, graba la señal de la cruz en la corteza, atrapando así al Diablo. Jack llega al acuerdo de que Satanás nunca podrá reclamar su alma. Tras una vida de pecado, bebida y mendacidad, a Jack se le niega la entrada al cielo cuando muere. Cumpliendo su promesa, el Diablo se niega a dejar entrar a Jack en el infierno y le arroja un carbón vivo directamente de las llamas del infierno. Era una noche fría, así que Jack coloca el carbón en un nabo hueco para evitar que se apague, desde entonces Jack y su linterna vagan buscando un lugar donde descansar.

En Irlanda y Escocia, tradicionalmente se tallaba un nabo durante Halloween, pero los inmigrantes a Norteamérica utilizaban la calabaza autóctona, que es mucho más blanda y grande, por lo que resulta más fácil de tallar que el nabo. La tradición norteamericana de tallar calabazas se documenta en 1837 y se asociaba originalmente con la época de la cosecha en general, no asociándose específicamente con Halloween hasta mediados o finales del siglo XIX.

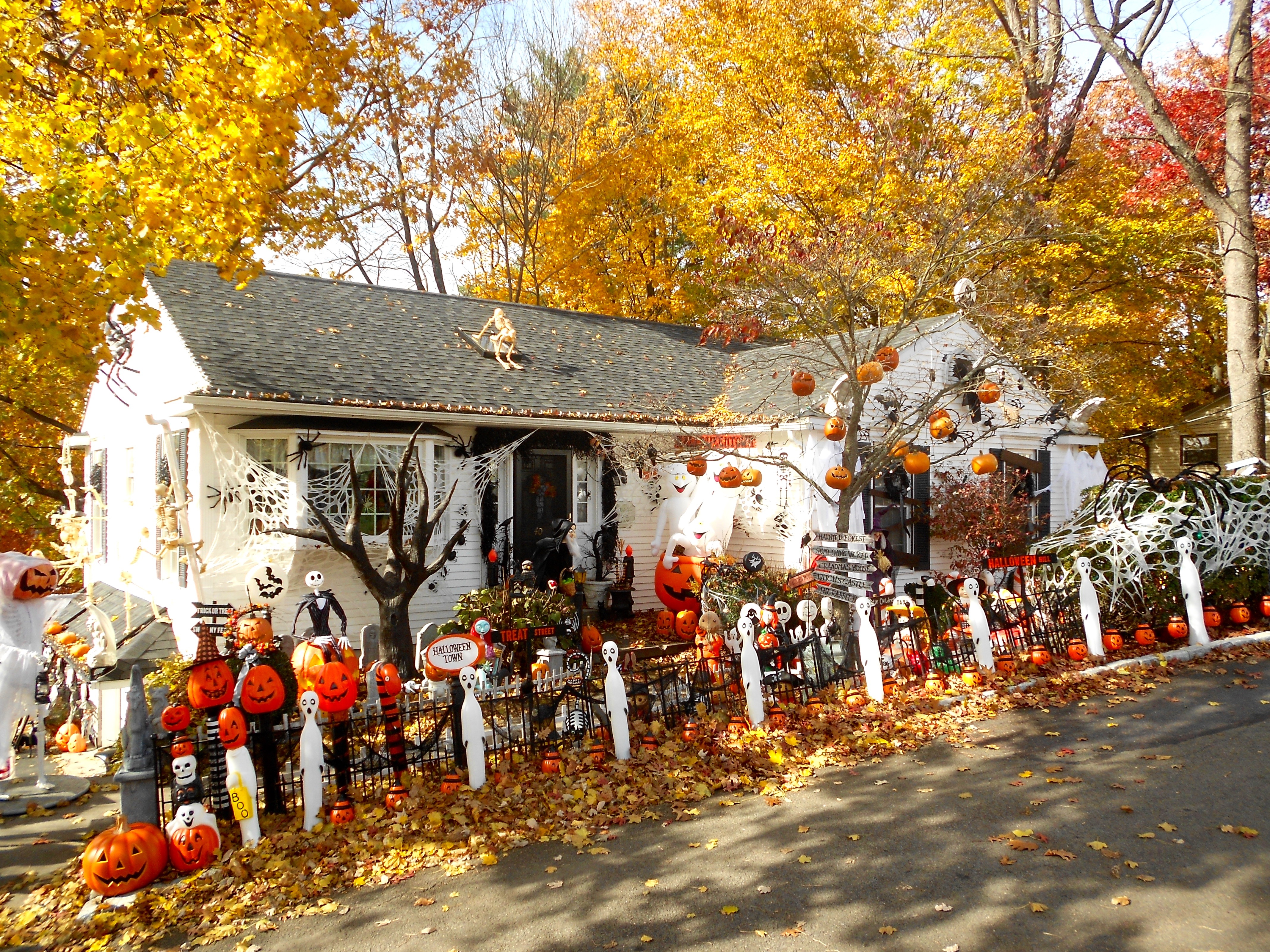
Casa decorada en Weatherly, Estados Unidos

La imaginería moderna de Halloween procede de muchas fuentes, como la escatología cristiana, las costumbres nacionales, obras de la literatura gótica y de terror (como las novelas Frankenstein o el moderno Prometeo y Drácula) y películas clásicas de terror como Frankenstein (1931) y La momia (1932). La imagen de la calavera, una referencia al Gólgota en la tradición cristiana, sirve como «recordatorio de la muerte y de la transitoriedad de la vida humana» y, por consiguiente, se encuentra en composiciones de memento mori y vanitas; por ello, las calaveras han sido habituales en Halloween, que trata este tema.
Tradicionalmente, las paredes traseras de las iglesias «se decoran con una representación del Juicio Final, con tumbas que se abren y muertos que se levantan, con un cielo lleno de ángeles y un infierno lleno de demonios», un motivo que ha impregnado la celebración de Allhallowtide. Una de las primeras obras sobre el tema de Halloween es del poeta escocés John Mayne, quien, en 1780, tomó nota de las bromas en Halloween: What fearfu' pranks ensue!, así como de lo sobrenatural asociado a la noche, los bogles (fantasmas), lo que influyó en el Halloween de Robert Burns (1785).
También predominan los elementos de la estación otoñal, como las calabazas, las hojas de maíz y los espantapájaros, habituales en la decoración de las casas. La imaginería de Halloween incluye temas de muerte, maldad y monstruos míticos. Los gatos negros, que durante mucho tiempo se han asociado con las brujas, también son un símbolo común de Halloween. El negro, el naranja y a veces el morado son los colores tradicionales de Halloween.

## Truco o trato yguising

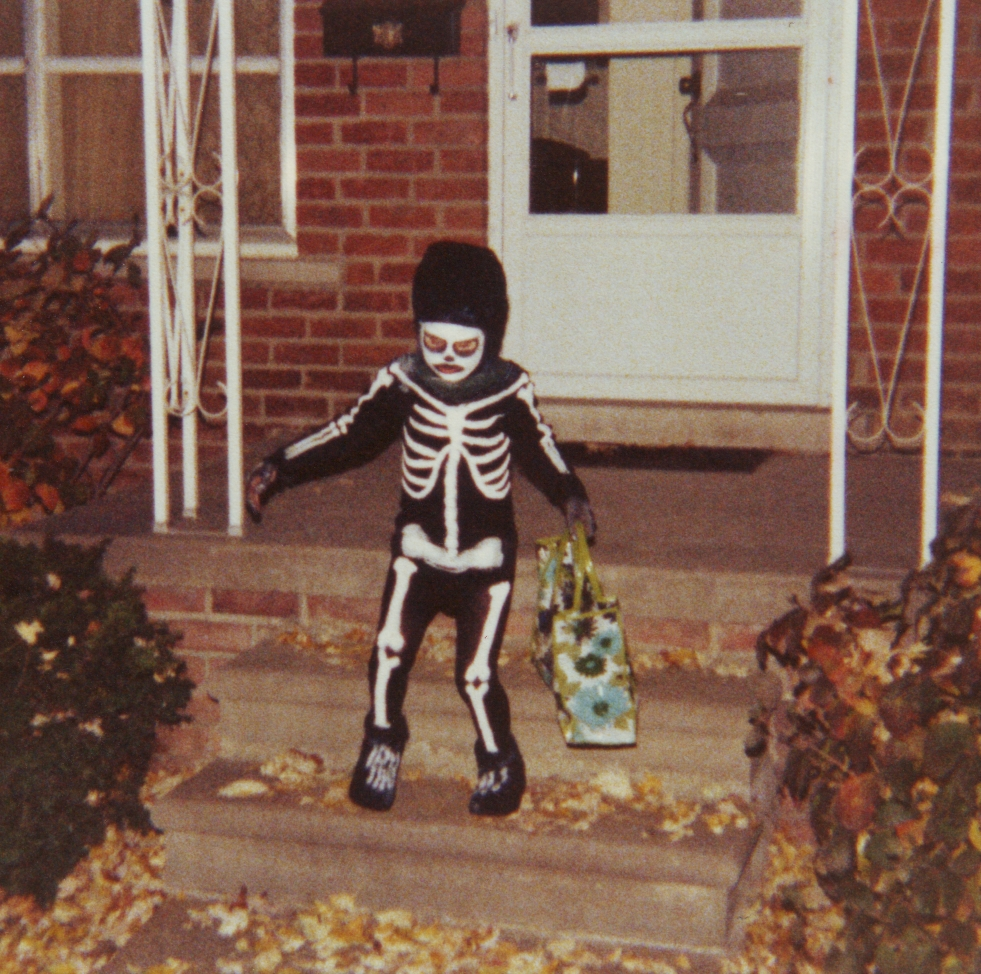
Un niño saliendo de hacer el «truco o trato» (Trick-or-treat) de una casa

Truco o trato (trick-or-treatring) es una costumbre habitual para los niños en Halloween. Van disfrazados de casa en casa, pidiendo golosinas como caramelos o a veces dinero, con la pregunta «¿Truco o trato?». La palabra «truco» (trick) implica una «amenaza» de hacer alguna travesura a los dueños de casa o a sus propiedades si no se les da una golosina. Se dice que esta práctica tiene sus raíces en la práctica medieval del mumming, estrechamente relacionada con el souling. John Pymm escribió que «muchas de las fiestas asociadas con la representación de obras de mumming eran celebradas por la Iglesia cristiana». Entre estas fiestas se encontraban la Víspera de Todos los Santos, Navidad, la Duodécima Noche y el Martes de Carnaval. El mumming, practicado en Alemania, Escandinavia y otras partes de Europa, consistía en personas enmascaradas y disfrazadas que «desfilaban por las calles y entraban en las casas para bailar o jugar a los dados en silencio».

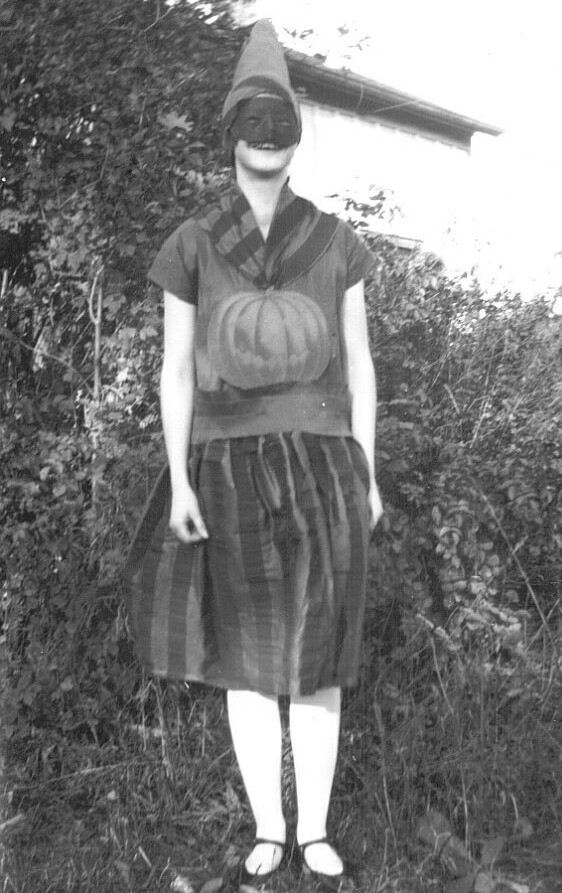
Niña con un disfraz de Halloween en 1928, Ontario, Canadá, la misma provincia donde se registró por primera vez en Norteamérica la costumbre escocesa de disfrazarse en Halloween

En Inglaterra, desde la época medieval hasta la década de 1930, la gente practicaba la costumbre cristiana del souling en Halloween, que consistía en que grupos de personas, tanto protestantes como católicos, iban de parroquia en parroquia, pidiendo a los ricos pasteles de alma, a cambio de rezar por las almas de los donantes y sus amigos. En Filipinas, la práctica del souling se denomina Pangangaluluwa y se practica en la Víspera de Todos los Santos entre los niños de las zonas rurales. La gente se cubre con telas blancas para representar a las almas y luego visitan las casas, donde cantan a cambio de oraciones y dulces.
En Escocia e Irlanda, el guising —niños disfrazados que van de puerta en puerta a cambio de comida o monedas— es una costumbre tradicional de Halloween. Se tiene constancia de que en Escocia, en Halloween de 1895, unos disfrazados que llevaban farolillos hechos con nabos visitaban las casas para ser recompensados con pasteles, fruta y dinero. En Irlanda, la frase más popular que gritaban los niños (hasta la década de 2000) era Help the Halloween Party. La práctica del guising en Halloween en Norteamérica se registró por primera vez en 1911, cuando un periódico de Kingston, Ontario (Canadá), informó de que unos niños iban haciendo guising por el barrio.
La historiadora y escritora estadounidense Ruth Edna Kelley escribió el primer libro de historia de Halloween en Estados Unidos, The Book of Hallowe'en (1919), y hace referencia al souling en el capítulo «Hallowe'en in America». En su libro, Kelley menciona las costumbres que llegaron del otro lado del Atlántico: «Los estadounidenses las han fomentado y están convirtiendo esta ocasión en algo parecido a lo que debió ser en sus mejores tiempos en ultramar. Todas las costumbres de Halloween en Estados Unidos son préstamos directos o adaptaciones de las de otros países».
Mientras que la primera referencia al guising en Norteamérica se produce en 1911, otra referencia a la mendicidad ritual en Halloween aparece, en lugar desconocido, en 1915, con una tercera referencia en Chicago en 1920. El primer uso impreso conocido del término trick or treat aparece en 1927, en el Blackie Herald, de Alberta, Canadá.

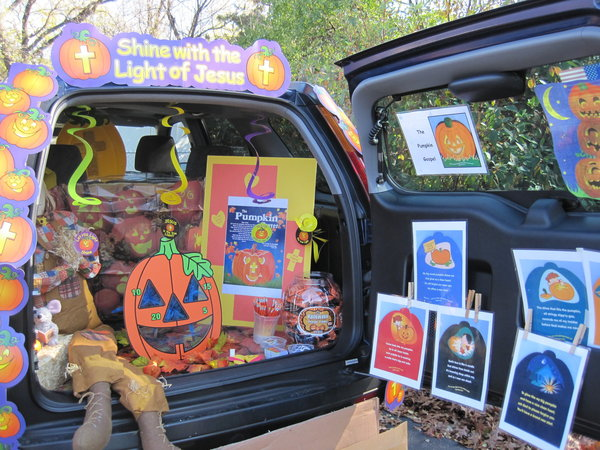
Un maletero de automóvil en un evento de trunk-or-treat en St. John Lutheran Church & Early Learning Center en Darien, Illinois

Los miles de postales de Halloween producidas entre principios del siglo XX y la década de 1920 suelen mostrar a niños, pero no el truco o trato. Este no parece haberse convertido en una práctica generalizada en Norteamérica hasta la década de 1930, con las primeras apariciones del término en Estados Unidos en 1934, y el primer uso en una publicación nacional en 1939.
Una variante popular del truco o trato, conocida como trunk-or-treating (o Halloween tailgating), se produce cuando «a los niños se les ofrecen golosinas de los maleteros de los coches aparcados en el aparcamiento de una iglesia», o a veces, en el aparcamiento de un colegio. En un evento de trunk-or-treat, el maletero de cada automóvil se decora con un tema determinado, como los de la literatura infantil, las películas, las escrituras y los roles laborales. El trunk-or-treat ha ganado popularidad porque se considera más seguro que ir de puerta en puerta, algo que gusta mucho a los padres, y porque «resuelve el problema rural de las casas construidas a media milla de distancia».

## Disfraces
Tradicionalmente, los disfraces de Halloween seguían el modelo de figuras como vampiros, fantasmas, esqueletos, brujas de aspecto aterrador y demonios. Con el tiempo, la selección de disfraces se amplió para incluir personajes populares de la ficción, famosos y arquetipos genéricos como ninjas y princesas.

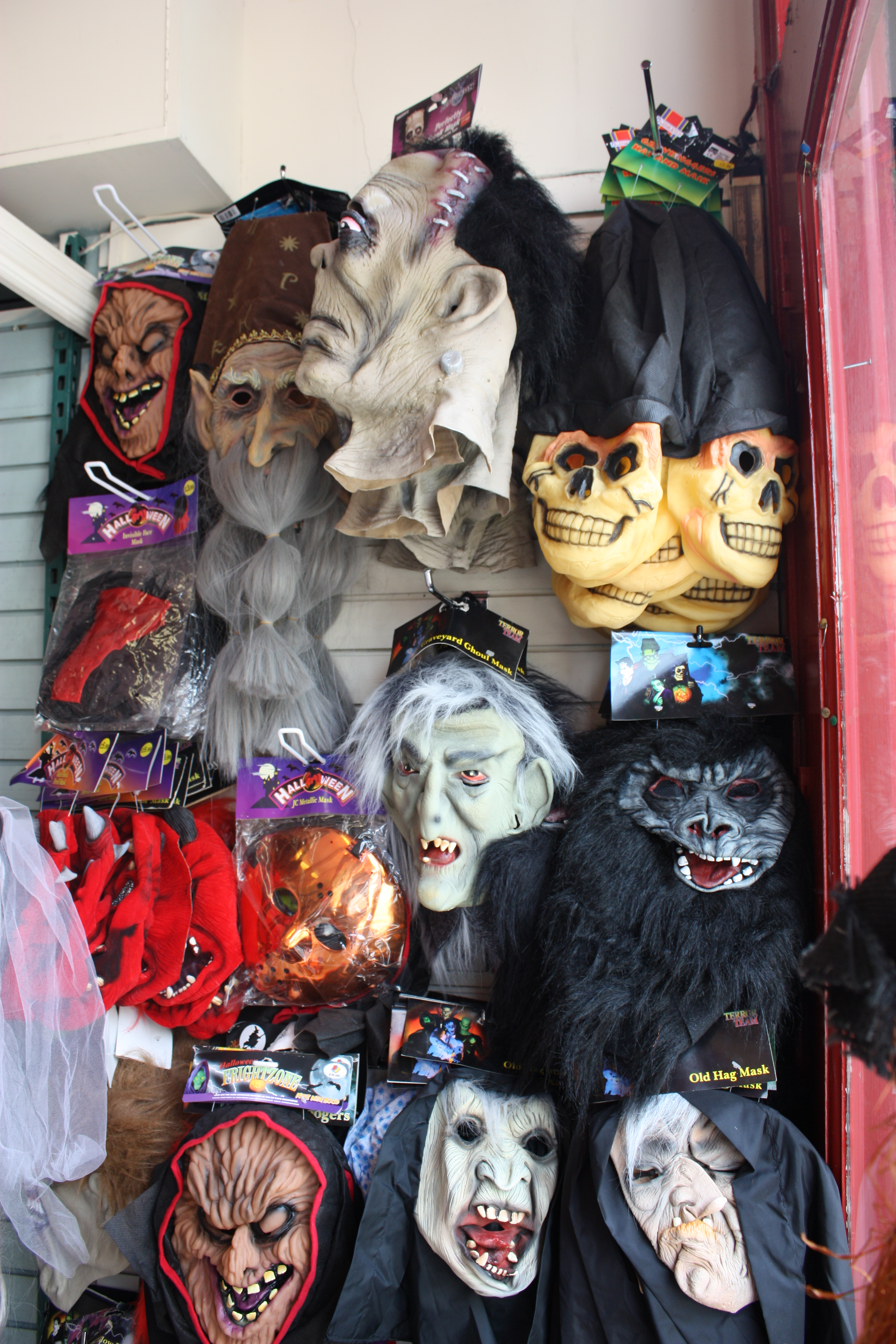
Máscaras a la venta en una tienda de Halloween en Derry, Reino Unido

Vestirse con disfraces e ir de guising estaba muy extendido en Escocia e Irlanda en Halloween a finales del siglo XIX. La tradición, de origen escocés, se denomina guising por los disfraces o trajes que llevan los niños. En Irlanda y Escocia, las máscaras se conocen como false faces, término registrado en Ayr (Escocia) en 1890 por un escocés que describía a los guisers: «I had mind it was Halloween ... the wee callans were at it already, rinning aboot wi' their fause-faces (false faces) on and their bits o' turnip lanthrons (lanterns) in their haun (hand)». Los disfraces se hicieron populares en las fiestas de Halloween de EE. UU. a principios del siglo XX, tanto para adultos como para niños, y cuando el truco o trato se popularizó en Canadá y EE. UU. en las décadas de 1920 y 1930.
Eddie J. Smith, en su libro Halloween, Hallowed is Thy Name, ofrece una perspectiva religiosa del uso de disfraces en la Víspera de Todos los Santos, sugiriendo que al disfrazarse de criaturas «que en un tiempo nos hicieron temer y temblar», la gente puede burlarse de Satanás «cuyo reino ha sido saqueado por nuestro Salvador». Las imágenes de esqueletos y muertos son adornos tradicionales utilizados como memento mori.
Trick-or-Treat for UNICEF es un programa de recaudación de fondos para apoyar a Unicef, un programa de las Naciones Unidas que proporciona ayuda humanitaria a los niños de los países en desarrollo. Iniciado como un acto local en un barrio del noreste de Filadelfia en 1950 y ampliado a escala nacional en 1952, el programa consiste en la distribución de pequeñas cajas por parte de las escuelas (o, en los tiempos modernos, por empresas patrocinadoras como Hallmark, en sus tiendas autorizadas) a los niños que piden truco o trato, en las que pueden solicitar donaciones de dinero en las casas que visitan. Se calcula que los niños han recaudado más de 118 millones de dólares para Unicef desde su creación. En Canadá, en 2006, UNICEF decidió interrumpir sus cajas de recogida de Halloween, alegando problemas administrativos y de seguridad; tras consultar con las escuelas, en su lugar rediseñó el programa.
El desfile anual de Halloween del Village de Nueva York se inició en 1974; es el mayor desfile de Halloween del mundo y el único gran desfile nocturno de Estados Unidos, y atrae a más de 60 000 participantes disfrazados, dos millones de espectadores y una audiencia televisiva mundial.
Desde finales de la década de 2010, los estereotipos étnicos como disfraces han sido objeto de creciente análisis en Estados Unidos. Estos y otros disfraces potencialmente ofensivos han suscitado una creciente desaprobación pública.

## Juegos y otras actividades

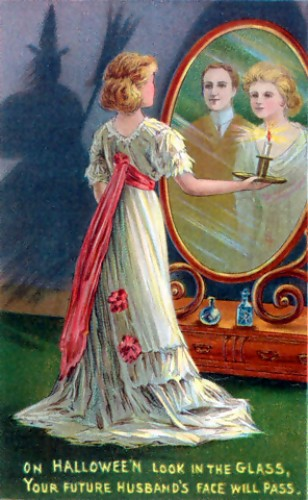
En esta tarjeta de felicitación de Halloween de 1904 se representa la adivinación: la joven que se mira en un espejo en una habitación a oscuras espera vislumbrar a su futuro marido

Hay varios juegos tradicionalmente asociados a Halloween. Algunos de estos juegos se originaron como rituales de adivinación o formas de predecir el futuro, especialmente en lo que respecta a la muerte, el matrimonio y los hijos. Durante la Edad Media, estos rituales eran realizados por «unos pocos» en las comunidades rurales, ya que se consideraban prácticas «mortalmente serias».
En los últimos siglos, estos juegos de adivinación han sido «una característica común de las fiestas domésticas» en Irlanda y Gran Bretaña. Suelen implicar manzanas y avellanas. En la mitología celta, las manzanas estaban estrechamente relacionadas con el Otro Mundo y la inmortalidad, mientras que las avellanas se asociaban con la sabiduría divina. También hay quien sugiere que derivan de las prácticas romanas de celebración de Pomona.

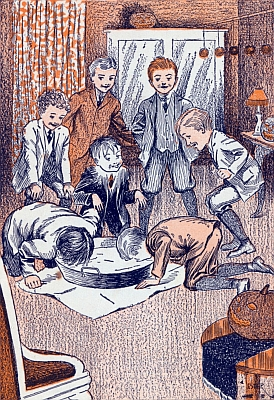
Niños mordiendo manzanas en Halloween

Las siguientes actividades eran habituales en Halloween en Irlanda y Gran Bretaña durante los siglos XVII al XX. Algunas se han extendido y siguen siendo populares. Un juego común es morder la manzana o dunking (que en Escocia puede llamarse dooking), en el que las manzanas flotan en una bañera o un gran barreño de agua y los participantes deben utilizar solo los dientes para sacar una manzana del barreño. Una variante del dunking consiste en arrodillarse en una silla, sujetar un tenedor entre los dientes e intentar clavarlo en una manzana. 
Otro juego común consiste en colgar scones recubiertos de melaza o sirope con cuerdas; hay que comerlos sin usar las manos mientras permanecen sujetos a la cuerda, una actividad que inevitablemente lleva a tener la cara pegajosa. Otro juego antaño popular consiste en colgar del techo, a la altura de la cabeza, una pequeña varilla de madera con una vela encendida en un extremo y una manzana colgando del otro. Se hace girar la varilla y, por turnos, todo el mundo intenta atrapar la manzana con los dientes.
Varias de las actividades tradicionales de Irlanda y Gran Bretaña consisten en predecir la futura pareja o cónyuge. Se pela una manzana en una larga tira y se tira la cáscara por encima del hombro. Se cree que la cáscara tiene la forma de la primera letra del nombre del futuro cónyuge. Cerca del fuego se tuestan dos avellanas, una con el nombre de la persona que las tuesta y la otra con el de la persona deseada. Si las avellanas saltan por el calor, es mala señal, pero si se tuestan tranquilamente augura una buena pareja. Se hornearía un bannock salado de avena; la persona se lo comería de tres bocados y luego se iría a la cama en silencio sin nada de beber. Se dice que esto da lugar a un sueño en el que su futuro cónyuge le ofrece una bebida para saciar su sed.
A las mujeres solteras se les decía que si se sentaban en una habitación a oscuras y se miraban en un espejo la noche de Halloween, aparecería en el espejo el rostro de su futuro marido. La costumbre se extendió lo suficiente como para conmemorarla en tarjetas de felicitación de finales del siglo XIX y principios del XX.

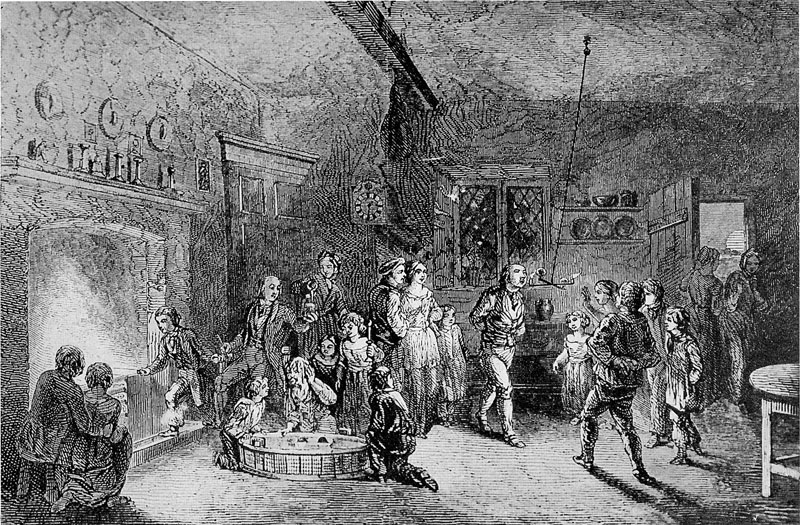
Imagen del Book of Hallowe'en (1919) que muestra varias actividades de Halloween, como asar nueces

Otro juego popular irlandés era el púicíní (‘ojos vendados’); una persona se vendaba los ojos y elegía entre varios platillos. El objeto del platillo daba una pista sobre su futuro: un anillo significaba que se casaría pronto; la arcilla, que moriría pronto, quizá en un año; el agua, que emigraría; las cuentas del rosario, que tomaría el hábito (monja, sacerdote, monje, etc.); una moneda, que se haría rico; un frijol, que sería pobre. El juego ocupa un lugar destacado en el cuento de James Joyce Clay (1914).
En Irlanda y Escocia, se escondían objetos en la comida —normalmente un pastel, barmbrack, cranachan, champ o colcannon— y se servían porciones al azar. Por ejemplo, un anillo significaba matrimonio y una moneda, riqueza.
Hasta el siglo XIX, las hogueras de Halloween también se utilizaban para la adivinación en algunas zonas de Escocia, Gales y Bretaña. Cuando el fuego se extinguía, se colocaba en las cenizas un anillo de piedras, una por cada persona. Por la mañana, si se perdía alguna piedra, se decía que la persona a la que representaba no sobreviviría al año.

## Atracciones encantadas

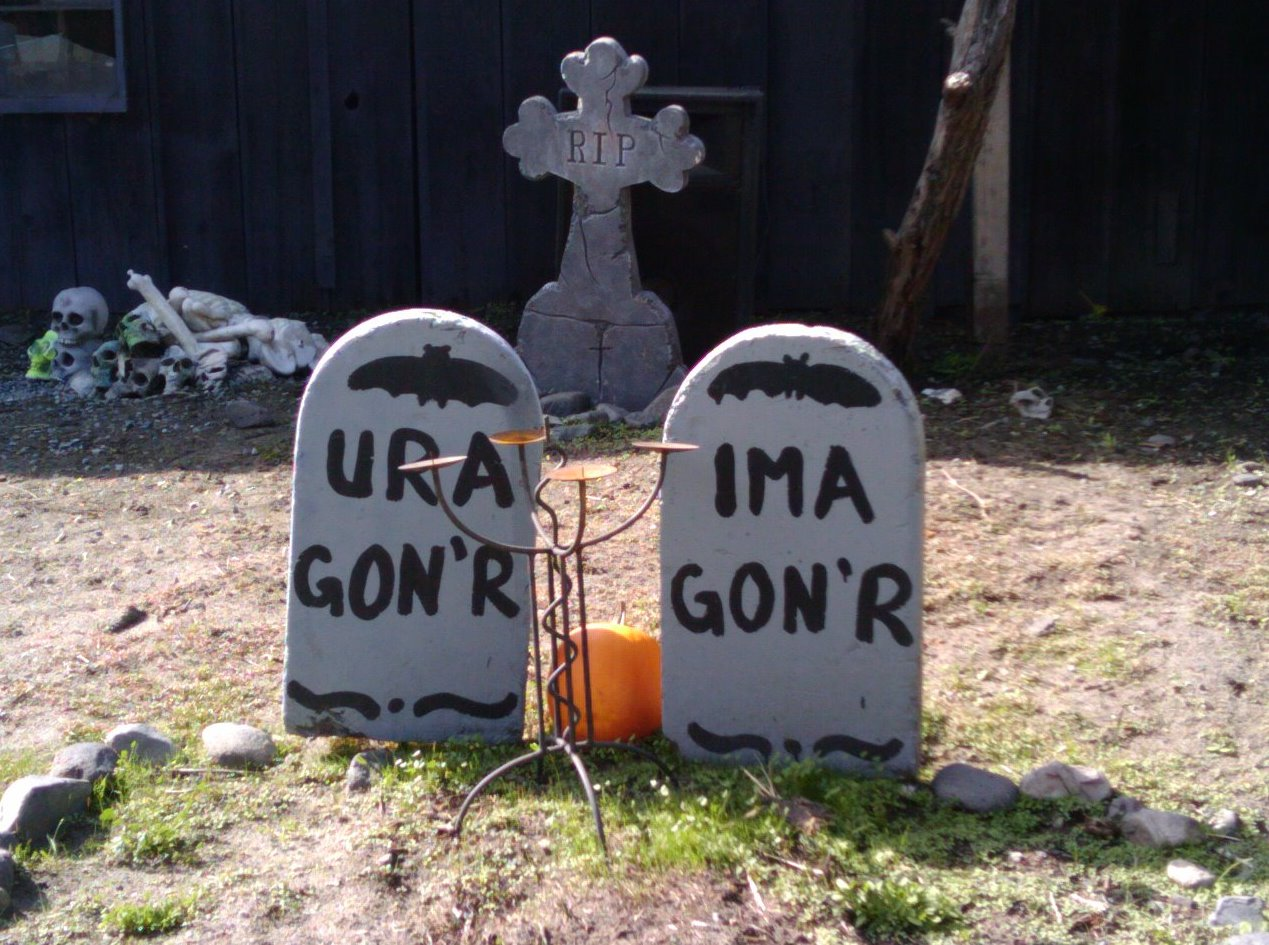
Lápidas humorísticas delante de una casa en California

Las atracciones encantadas son lugares de entretenimiento diseñados para emocionar y asustar a los clientes. La mayoría de las atracciones son negocios estacionales de Halloween que pueden incluir casas encantadas, laberintos de maíz y paseos en carro de heno, y el nivel de sofisticación de los efectos ha aumentado a medida que la industria ha crecido.
La primera atracción encantada de la que se tiene constancia fue la Orton and Spooner Ghost House, inaugurada en 1915 en Liphook (Inglaterra). En realidad, esta atracción se asemeja más a una casa de la risa, propulsada por vapor. La casa aún existe, en la Hollycombe Steam Collection.
Fue en los años 1930, más o menos al mismo tiempo que el truco o trato, cuando empezaron a aparecer en Estados Unidos las casas encantadas con temática de Halloween, y fue a finales de la década de 1950 cuando empezaron a aparecer las casas encantadas como atracción principal, centrándose primero en California. Patrocinada por la Children's Health Home Junior Auxiliary, la San Mateo Haunted House abrió sus puertas en 1957, y al año siguiente se inauguró la San Bernardino Assistance League Haunted House. En 1962 y 1963 empezaron a aparecer casas encantadas por todo el país. En 1964 se inauguraron la San Manteo Haunted House y la Children's Museum Haunted House de Indianápolis.
La casa encantada como icono cultural estadounidense puede atribuirse a la apertura de The Haunted Mansion en Disneyland el 12 de agosto de 1969. Knott's Berry Farm comenzó a albergar su propia atracción nocturna de Halloween, Knott's Scary Farm, que abrió en 1973. Los cristianos evangélicos adoptaron una forma de estas atracciones al abrir una de las primeras «casas del infierno» en 1972.
La primera casa encantada de Halloween dirigida por una organización sin ánimo de lucro fue organizada en 1970 por los Jaycees de Sycamore-Deer Park, en Clifton (Ohio). Fue copatrocinada por WSAI, una emisora de radio AM que emitía desde Cincinnati, Ohio. Se produjo por última vez en 1982. Otros Jaycees siguieron el ejemplo con sus propias versiones tras el éxito de la casa de Ohio. March of Dimes registró los derechos de autor de una «Mini casa encantada para March of Dimes» en 1976 y poco después empezó a recaudar fondos a través de sus secciones locales mediante la realización de casas encantadas. Aunque al parecer dejaron de apoyar este tipo de eventos a escala nacional en algún momento de la década de 1980, algunas casas encantadas de March of Dimes han perdurado hasta nuestros días.
La noche del 11 de mayo de 1984, en Jackson Township, Nueva Jersey, se incendió el Haunted Castle (Six Flags Great Adventure). Como consecuencia del incendio, perecieron ocho adolescentes. La tragedia provocó un endurecimiento de las normas de seguridad, los códigos de construcción y la frecuencia de las inspecciones de las atracciones en todo el país. Los recintos más pequeños, especialmente las atracciones sin ánimo de lucro, no pudieron competir económicamente y las empresas comerciales, mejor financiadas, llenaron el vacío. Los recintos que antes podían eludir la normativa por considerarse instalaciones temporales ahora tenían que cumplir los códigos más estrictos que se exigen a las atracciones permanentes.
A finales de los años 1980 y principios de los 90, los parques temáticos entraron en serio en el negocio. Six Flags Fright Fest empezó en 1986 y Universal Studios Florida inició Universal's Halloween Horror Nights en 1991. Knott's Scary Farm experimentó un aumento de asistencia en la década de 1990 como resultado de la obsesión de Estados Unidos con Halloween como acontecimiento cultural. Los parques temáticos han desempeñado un papel fundamental en la globalización de la fiesta. Universal Studios Singapore y Universal Studios Japan participan en ella, mientras que Disney organiza la fiesta Mickey's Not-So-Scary Halloween Party en sus parques de París, Hong Kong y Tokio, así como en Estados Unidos. Las atracciones de los parques temáticos son, con diferencia, las mayores, tanto en escala como en asistencia.

## Comida

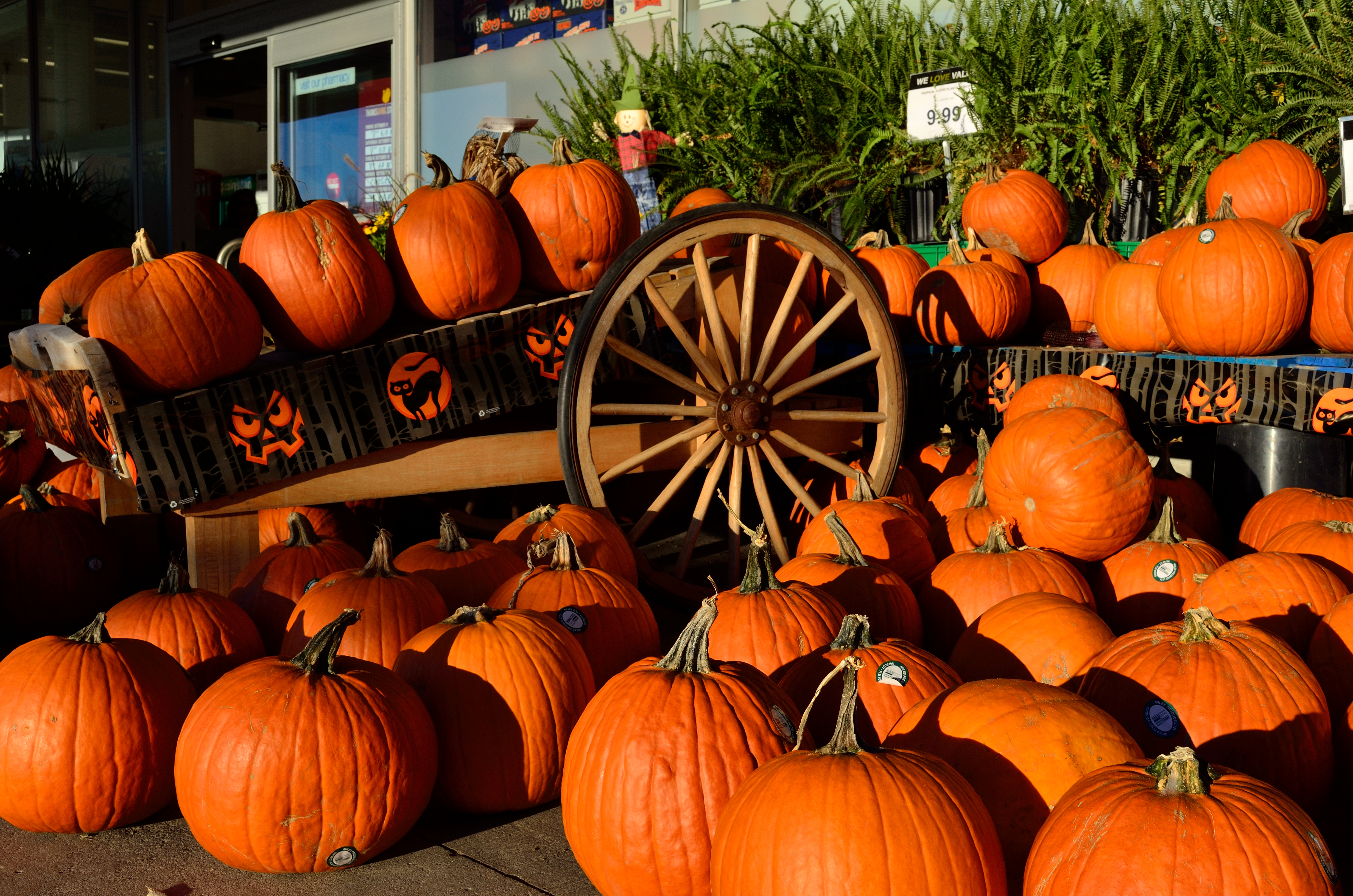
Venta de calabazas durante Halloween

En la Víspera de Todos los Santos, muchas confesiones cristianas occidentales fomentan la abstinencia de carne, dando lugar a una variedad de alimentos vegetarianos asociados a este día.

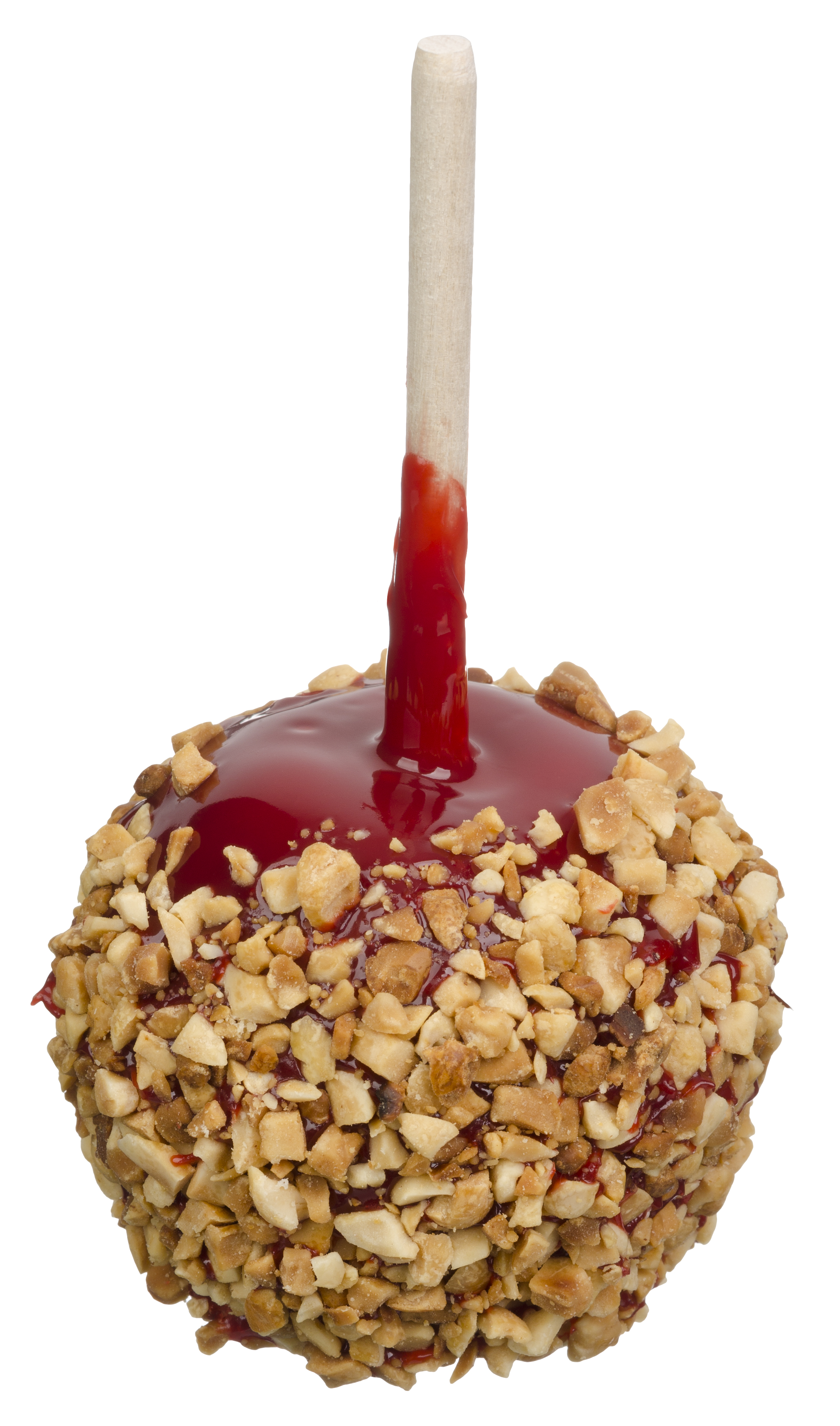
Una manzana de caramelo

Como en el hemisferio norte Halloween coincide con la cosecha anual de manzanas, las manzanas de caramelo (conocidas como manzanas toffee fuera de Norteamérica), las manzanas dulces o las manzanas taffy son dulces habituales de Halloween que se elaboran enrollando manzanas enteras en un jarabe de azúcar pegajoso, a veces seguidas de frutos secos.
En una época, las manzanas de caramelo se regalaban habitualmente a los niños que pedían dulces, pero esta práctica desapareció rápidamente a raíz de los rumores generalizados de que algunos individuos estaban incrustando objetos como alfileres y cuchillas de afeitar en las manzanas en Estados Unidos. Aunque existen pruebas de tales incidentes, los casos reales de actos malintencionados son extremadamente raros y nunca han provocado lesiones graves. No obstante, muchos padres dieron por sentado que esas prácticas atroces proliferaban gracias a los medios de comunicación. En el punto álgido de la histeria, algunos hospitales ofrecieron radiografías gratuitas de los lotes de Halloween de los niños para encontrar pruebas de manipulación. Prácticamente todos los incidentes conocidos de intoxicación por caramelos se debieron a padres que envenenaron los caramelos de sus propios hijos.
Una costumbre que persiste en Irlanda es la de hornear (o, más a menudo, comprar) un barmbrack (en irlandés, báirín breac), que es un pastel de frutas en el que se colocan un anillo, una moneda y otros amuletos antes de hornearlo. Se considera afortunado el que lo encuentra. También se dice que quien recibe un anillo encontrará a su verdadero amor en el año siguiente. Es una tradición similar a la del roscón de Reyes.

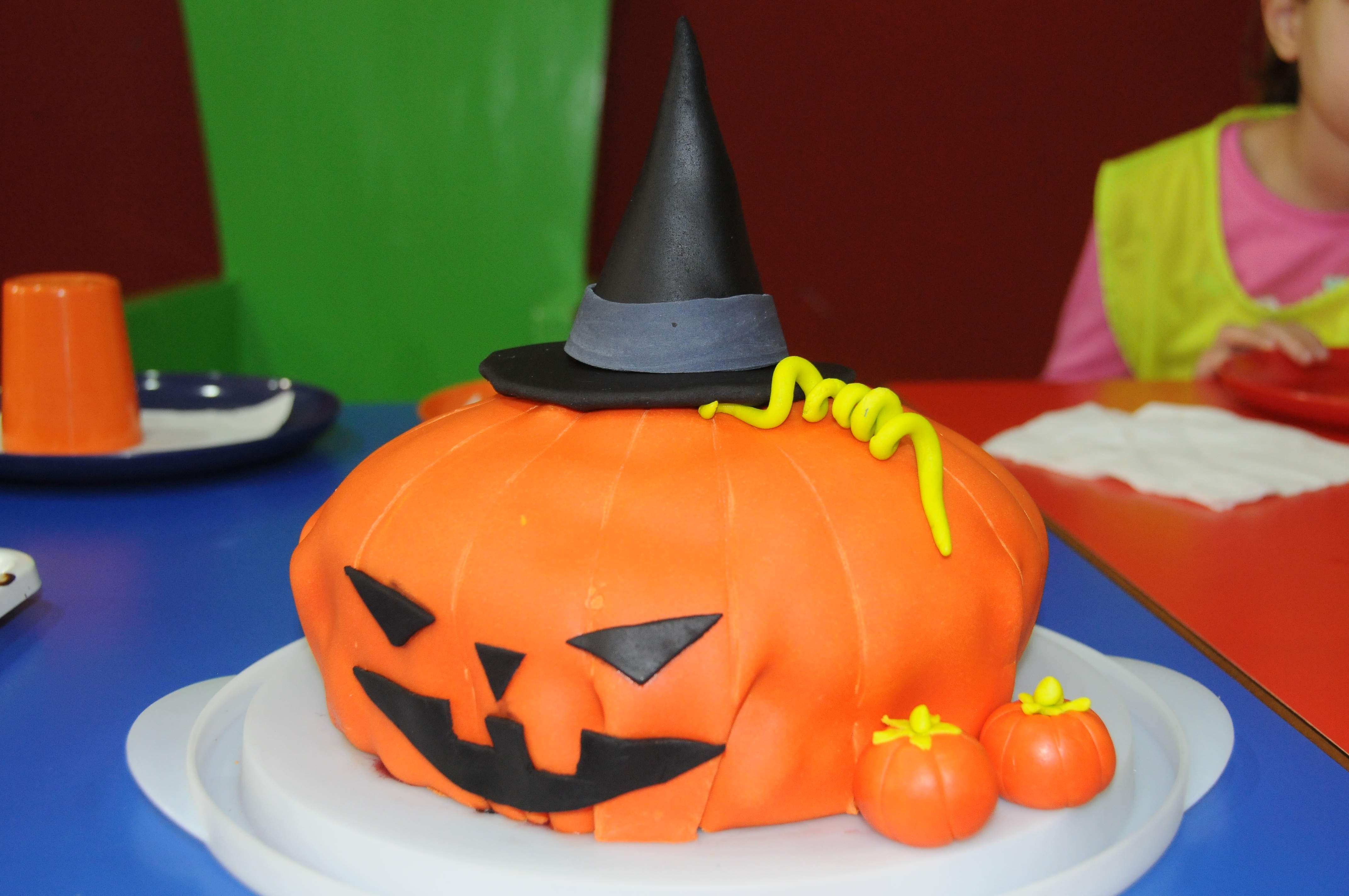
Tarta de Halloween con forma de jack-o'-lantern y sombrero de bruja

Lista de alimentos asociados a Halloween: 
- Barmbrack (Irlanda)
- Bonfire toffee (Gran Bretaña)
- Manzana de caramelo (Gran Bretaña e Irlanda)
- Manzana de caramelo, maíz dulce, calabaza dulce (Norteamérica)
- Chocolate
- Cacahuetes (Irlanda y Escocia)
- Manzana dulce
- Maíz caramelizado
- Colcannon (Irlanda)
- Tarta de Halloween
- Hueso de santo (España)
- Caramelos con forma de calavera, calabaza, murciélago, gusano, etc.
- Semillas de calabaza tostadas
- Maíz dulce tostado
- Pastel de alma
- Pastel de calabaza

## Observancias religiosas cristianas

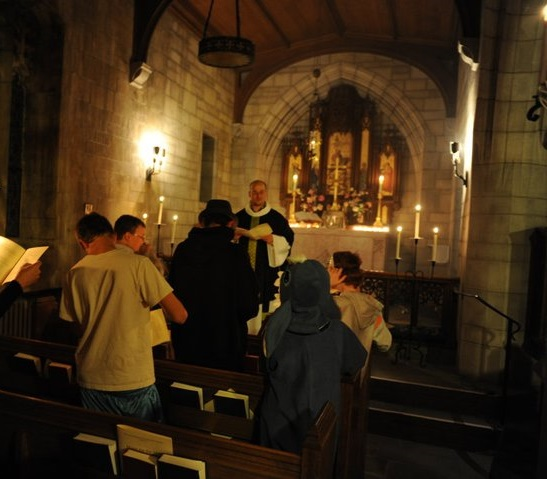
Celebración de la vigilia de Todos los Santos en una iglesia cristiana episcopal en Hallowe'en

En Polonia, en Hallowe'en (Víspera de Todos los Santos), se enseñaba a los creyentes a rezar en voz alta mientras caminaban por los bosques para que las almas de los muertos encontraran consuelo; en España, los sacerdotes de los pueblos más pequeños hacen sonar las campanas de sus iglesias para recordar a sus fieles que recuerden a los muertos. En Irlanda, y entre los inmigrantes de Canadá, una costumbre incluye la práctica cristiana de la abstinencia, manteniendo la Víspera de Todos los Santos como día sin carne y sirviendo en su lugar tortitas o colcannon. En México, los niños hacen un altar para invitar al regreso de los espíritus de los niños muertos (angelitos).
Tradicionalmente, la Iglesia cristiana celebraba Hallowe'en mediante una vigilia. Los fieles se preparaban para la fiesta del Día de Todos los Santos con oraciones y ayunos. Este servicio eclesiástico se conoce como Vigilia de Todos los Santos; una iniciativa conocida como Noche de Luz trata de extender la Vigilia de Todos los Santos por toda la cristiandad. Después de la misa, suelen celebrarse «fiestas y entretenimientos apropiados», así como una visita al cementerio, donde a menudo se colocan flores y velas para preparar el Día de Todos los Santos. En Finlandia, debido al gran número de personas que acuden a los cementerios en la Víspera de Todos los Santos para encender velas votivas, «se les conoce como valomeri, o mares de luz».

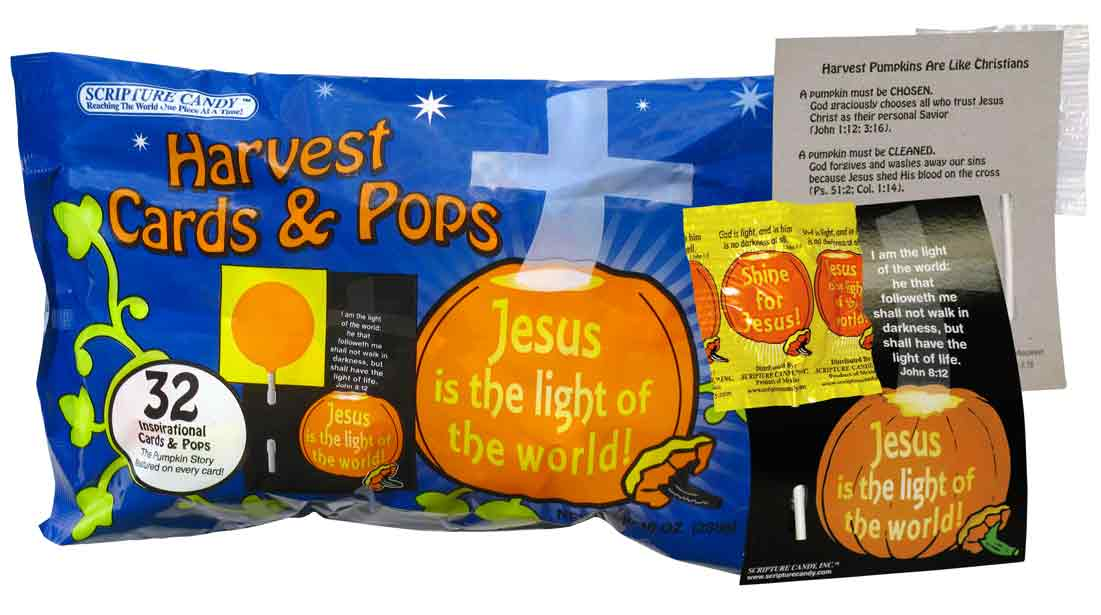
Dulces de Halloween con texto evangélico

Modernamente, las actitudes cristianas hacia Halloween son diversas. En la Iglesia Anglicana, algunas diócesis han optado por hacer hincapié en las tradiciones cristianas asociadas a la Víspera de Todos los Santos. Algunas de estas prácticas incluyen la oración, el ayuno y la asistencia a los servicios religiosos.

Te rogamos, Señor, Dios nuestro, que aumentes y multipliques sobre nosotros los dones de tu gracia, para que, previniendo la gloriosa fiesta de todos tus santos, podamos seguirlos con gozo en toda vida virtuosa y piadosa. Por Jesucristo, nuestro Señor, que vive y reina contigo, en la unidad del Espíritu Santo, por los siglos de los siglos. Amén. —Colecta de la Vigilia de Todos los Santos, Anglican Breviary.

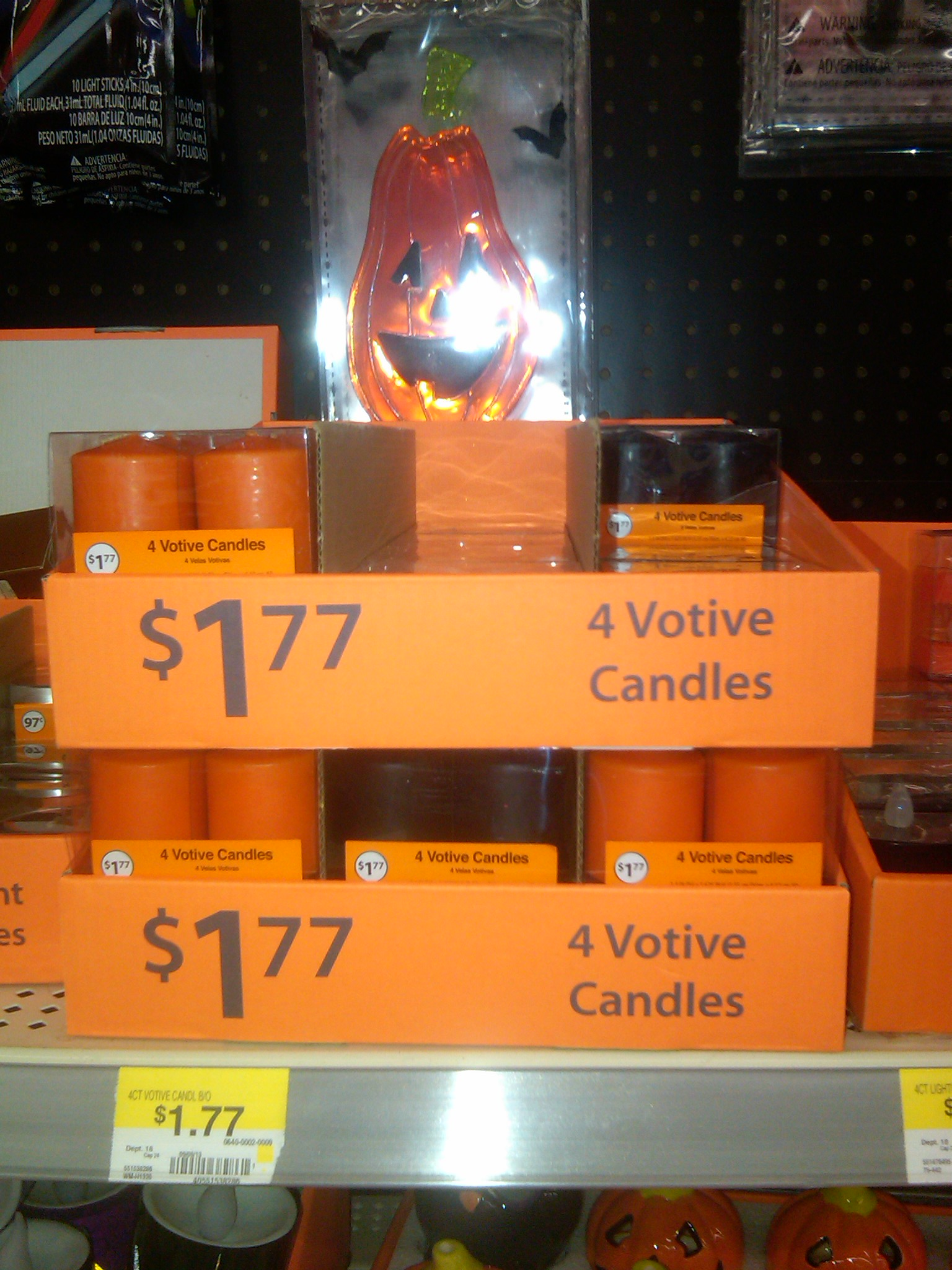
Velas votivas en la sección de Halloween de Walmart

Otros cristianos protestantes también celebran la Víspera de Todos los Santos como Día de la Reforma, un día para recordar la Reforma protestante, junto con la Víspera de Todos los Santos o independientemente de ella. Esto se debe a que se dice que Martín Lutero clavó sus noventa y cinco tesis en la iglesia de Todos los Santos de Wittenberg la víspera de Todos los Santos. A menudo, en la Víspera de Todos los Santos se celebran Fiestas de la Cosecha o Fiestas de la Reforma, en las que los niños se disfrazan de personajes bíblicos o reformadores. Además de distribuir caramelos a los niños que salen a pedir dulces en Hallowe'en, muchos cristianos también les dan folletos del Evangelio. Una organización, la American Tract Society, afirma que solo para las celebraciones de Halloween se encargan unos tres millones de folletos evangélicos. Otros piden caramelos de Halloween con las Escrituras para repartirlos entre los niños.

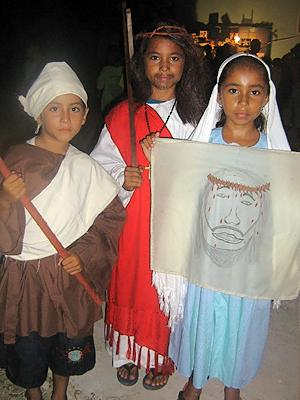
Niños beliceños disfrazados de personajes bíblicos y santos cristianos

A algunos cristianos les preocupa la celebración moderna de Halloween porque creen que trivializa —o celebra— el paganismo, el ocultismo y otras prácticas y fenómenos culturales considerados incompatibles con sus creencias. El padre Gabriele Amorth, exorcista en Roma, ha dicho que «si a los niños ingleses y estadounidenses les gusta disfrazarse de brujas y demonios una noche al año, no hay problema. Si es solo un juego, no hay nada malo en ello». En años más recientes, la arquidiócesis católica de Boston ha organizado una Fiesta de los Santos en Halloween.
Del mismo modo, muchas iglesias protestantes contemporáneas ven Halloween como un acontecimiento divertido para los niños, celebrando actos en sus iglesias donde los niños y sus padres pueden disfrazarse, jugar y conseguir caramelos. Para estos cristianos, Halloween no supone ninguna amenaza para la vida espiritual de los niños: que se les enseñe sobre la muerte y la mortalidad, y las costumbres de los antepasados celtas es en realidad una valiosa lección de vida y forma parte de la herencia de muchos de sus feligreses. El ministro cristiano Sam Portaro escribió que Halloween consiste en utilizar «el humor y el ridículo para enfrentarse al poder de la muerte».
En la Iglesia católica se reconoce la conexión cristiana de Halloween, y las celebraciones de Halloween son habituales en muchas escuelas parroquiales católicas de Estados Unidos. Muchas iglesias fundamentalistas y evangélicas utilizan casas del infierno y folletos evangélicos tipo cómic para aprovechar la popularidad de Halloween como oportunidad de evangelización. Otros consideran que Halloween es totalmente incompatible con la fe cristiana debido a sus supuestos orígenes en la celebración del Festival de los Muertos. De hecho, aunque los cristianos ortodoxos orientales celebran el Día de Todos los Santos el primer domingo después de Pentecostés, la Iglesia Ortodoxa Oriental recomienda la celebración de Vísperas o una Paraklesis en la celebración occidental de la Víspera de Todos los Santos, por la necesidad pastoral de ofrecer una alternativa a las celebraciones populares.

## Celebraciones y perspectivas análogas

### Judaísmo
Según Alfred J. Kolatch en el Second Jewish Book of Why, en el judaísmo Halloween no está permitido por la Halajá judía porque viola Levítico 18:3, que prohíbe a los judíos participar en costumbres gentiles. Muchos judíos celebran el Yizkor comunitariamente cuatro veces al año, que es vagamente similar a la observancia del Allhallowtide en el cristianismo, en el sentido de que se reza tanto por «los mártires como por la propia familia». Sin embargo, muchos judíos estadounidenses celebran Halloween, desconectado de sus orígenes cristianos. El rabino reformista Jeffrey Goldwasser ha afirmado que «no hay ninguna razón religiosa por la que los judíos contemporáneos no deban celebrar Halloween», mientras que el rabino ortodoxo Michael Broyde se ha mostrado contrario a que los judíos celebren esta festividad. A veces se ha comparado Purim con Halloween, en parte debido a que algunos observantes llevan disfraces, especialmente de figuras bíblicas descritas en el relato de Purim.

### Islam
El jeque Idris Palmer, autor de A Brief Illustrated Guide to Understanding Islam, ha dictaminado que los musulmanes no deben participar en Halloween, afirmando que «participar en Halloween es peor que participar en Navidad, Pascua,... es más pecaminoso que felicitar a los cristianos por su postración ante el crucifijo». También ha sido declarado haram por el Consejo Nacional de la Fatwa de Malasia debido a sus supuestas raíces paganas afirmando que «Halloween se celebra utilizando un tema humorístico mezclado con horror para entretener y resistir al espíritu de la muerte que influye en los humanos». Dar Al-Ifta Al-Missriyyah no está de acuerdo, siempre que la celebración no se denomine «Eid» y que el comportamiento se ajuste a los principios islámicos.

### Hinduismo
Los hindúes recuerdan a los muertos durante el festival de Pitru Paksha, durante el cual rinden homenaje y realizan una ceremonia «para mantener en reposo las almas de sus antepasados». Se celebra en el mes hindú de Bhadrapada, normalmente a mediados de septiembre. La celebración del festival hindú Diwali a veces entra en conflicto con la fecha de Halloween, pero algunos hindúes optan por participar en las costumbres populares de Halloween. Otros hindúes, como Soumya Dasgupta, se han opuesto a la celebración alegando que las fiestas occidentales como Halloween «han empezado a afectar negativamente a nuestras fiestas autóctonas».

### Neopaganismo
No existe una regla o punto de vista coherente sobre Halloween entre los que se describen a sí mismos como neopaganos o wiccanos. Algunos neopaganos no celebran Halloween, sino que celebran Samhain el 1 de noviembre. Algunos neopaganos disfrutan de las festividades de Halloween, y afirman que se puede celebrar tanto «la solemnidad de Samhain como la diversión de Halloween». Otros neopaganos se oponen a la celebración de Hallowe'en, afirmando que «trivializa Samhain», y «evitan Halloween, por las interrupciones de los que piden dulces». The Manitoban escribe que «los wiccanos no celebran oficialmente Halloween, a pesar de que el 31 de octubre sigue estando marcado en la agenda de cualquier buen wiccano. A partir de la puesta del sol, los wiccanos celebran una fiesta conocida como Samhain. En realidad, Samhain proviene de antiguas tradiciones celtas y no es exclusiva de religiones neopaganas como la Wicca. Aunque las tradiciones de esta fiesta tienen su origen en los países celtas, los wiccanos de hoy en día no intentan reproducir históricamente las celebraciones de Samhain. Todavía se practican algunos rituales tradicionales de Samhain, pero en su esencia, el periodo se trata como un momento para celebrar la oscuridad y a los muertos — una posible razón por la que Samhain puede confundirse con las celebraciones de Halloween».

## Geografía

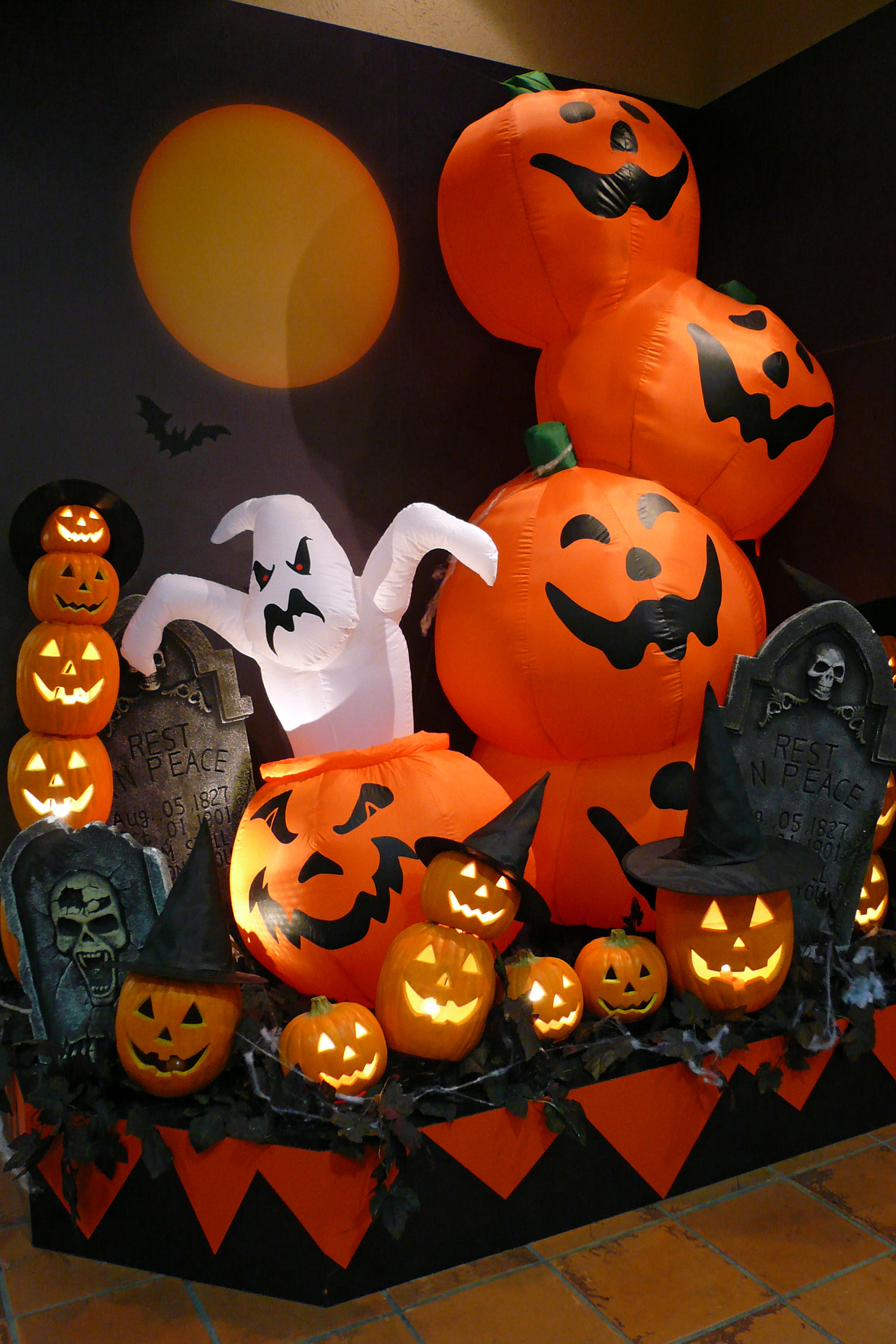
Elementos de Halloween en Kōbe, Japón

Las tradiciones y la importancia de Halloween varían mucho de un país a otro. En Escocia e Irlanda, las costumbres tradicionales de Halloween incluyen que los niños se disfracen, vayan de guising y celebren fiestas, mientras que otras prácticas en Irlanda incluyen encender hogueras y hacer espectáculos de fuegos artificiales. En Bretaña, los niños gastaban bromas poniendo velas dentro de calaveras en los cementerios para asustar a los visitantes.
La inmigración transatlántica masiva del siglo XIX popularizó Halloween en Norteamérica, y su celebración en Estados Unidos y Canadá ha tenido un impacto significativo en la forma en que se celebra en otras naciones. Esta gran influencia norteamericana, sobre todo en los elementos icónicos y comerciales, se ha extendido a lugares como Brasil, Colombia, Venezuela, Argentina, Chile, Australia, Nueva Zelanda, la mayor parte de Europa continental, Finlandia, Japón y otras partes de Asia Oriental.